# ЦСКА (футбольный клуб, Москва)
ПФК ЦСКА (полное название — АО «Профессиональный футбольный клуб ЦСКА») — российский футбольный клуб из Москвы, в прошлом — часть Центрального спортивного клуба Армии. Один из старейших и самых титулованных клубов в постсоветской истории российского футбола, ведущий свою историю от команды ОЛЛС (Общество любителей лыжного спорта), основанной в 1911 году. Чемпион РСФСР, семикратный чемпион СССР, пятикратный обладатель Кубка СССР, шестикратный чемпион России, девятикратный обладатель Кубка России и восьмикратный обладатель Суперкубка России. Первый российский и первый пост-советский клуб, выигравший европейский клубный турнир — Кубок УЕФА (2004/05).
В 2014 году ЦСКА выиграл чемпионат в пятый раз и, таким образом, стал первым в российской истории клубом, собравшим оригиналы всех трофеев.

## Названия
- 1911—1923 год — Общество любителей лыжного спорта (ОЛЛС).
- 1923—1928 год — Опытно-показательная площадка Всевобуча (ОППВ).
- 1928—1940 год — Центральный дом Красной армии (ЦДКА).
- 1941 год — Клуб Красной армии (ККА).
- 1945—1951 год — Центральный дом Красной армии (ЦДКА).
- 1951—1957 год — Центральный дом Советской армии (ЦДСА).
- 1957—1960 год — Центральный спортивный клуб Министерства обороны (ЦСК МО).
- 1960—1994 год — Центральный спортивный клуб армии (ЦСКА).
- С 1994 года — Профессиональный футбольный клуб ЦСКА (ПФК ЦСКА).

## История клуба

### 1911—1935. Первые успехи

Эмблема ОЛЛС

Групповая фотография футболистов ОЛЛС

История ФК ЦСКА отсчитывается клубом от 1911 года, когда в Обществе любителей лыжного спорта (ОЛЛС) была организована футбольная секция. На базе этой секции было сформировано три команды, которые в том же году впервые приняли участие в проводимом Московской футбольной лигой чемпионате Москвы в классе «Б» (кубке Мусси), где заняла[кто?] 3-е место. 14 (27) августа 1911 год был сыгран первый официальный матч команды ОЛЛС с клубом «Вега», закончившийся победой футболистов ОЛЛС со счётом 6:2. Команда выступала в классе «Б» до осени 1917 года, когда она стала победителем и обладателем кубка Мусси, и вышла в класс «А» чемпионата Москвы, где выступала до 1922 года.
После сезона 1917 года часть второй команды ОЛЛС перешла в первую. В первенстве Москвы по классу «А» (Кубке Фульда) 1921 (осень) чемпион определялся в «золотом матче», в котором команда ОЛЛС уступила КФС со счётом 0:6. В сезоне 1922 года футболисты ОЛЛС выиграли весенний чемпионат Москвы и заняли второе место в осеннем. В том же году ОЛЛС выиграло «Кубок КФС — «Коломяги»», в финале которого по регламенту встречались победители турниров по классу «А» и классов «Б» и «В» московского чемпионата, и «Кубок Тосмена», в котором встречались чемпионы Москвы и Петрограда.
Сезон 1922 года был последним, в котором команда выступала под названием ОЛЛС.

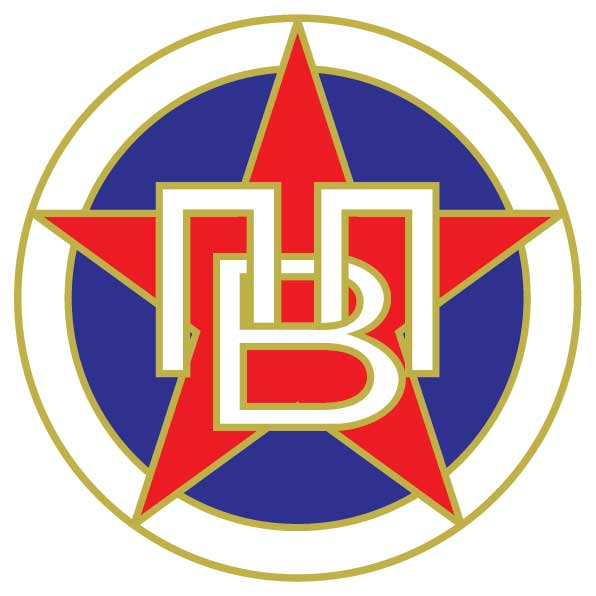
Эмблема ОППВ

Футболисты ОППВ на сборах в г. Батуми 1928 г.

В сезоне-1923 в советском спорте наступили перемены. Все старые спортивные общества были закрыты или расформированы, а на их основе были образованы ведомственные команды. Все члены «старых» команд зачислялись в соответствующие ведомства, а имущество (в том числе стадионы и спортплощадки) передавались новым командам. Спортсмены ОЛЛС влились в новосозданное сообщество Опытно-показательная площадка Всевобуча (ОППВ), созданное под крылом Красной армии. Среди основных целей ОППВ значились работа по общей и военной подготовке допризывников и физическое оздоровление допризывников и бойцов Красной армии.
Также была распущена и Московская футбольная лига. Вместо неё было создано первенство из 8 ведомственных команд, которое в газетах того времени называли «вновь созданная лига при обществе „Динамо“».
В сезоне 1926 года армейцам удалось выиграть первенство Москвы среди первых команд. Причём фактически чемпионат не был доигран — из-за расширения класса до 14 команд и плохого выполнения календаря соревнований не были сыграны все матчи, но победителем объявили лидировавший на тот момент ОППВ.

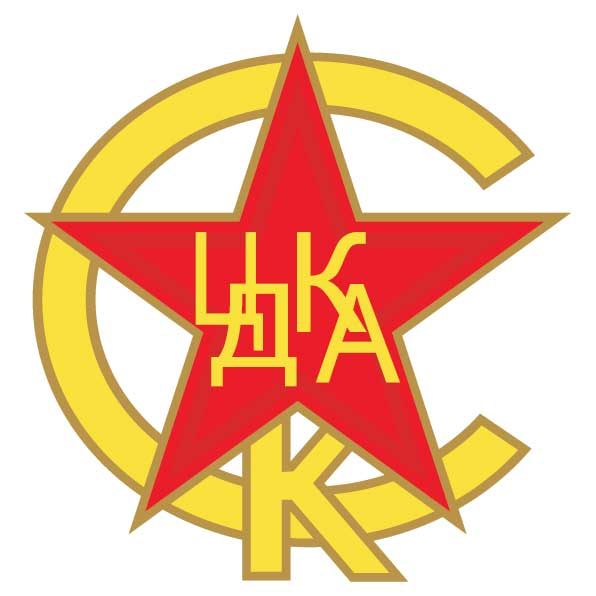
Эмблема ЦДКА

23 февраля 1928 года, в день десятилетия Красной армии, в Москве открылся Центральный дом Красной армии им. Фрунзе, при котором был организован спортивный отдел. В том же году все спортивные силы ОППВ передали в Центральный дом Красной армии. В том году первенство столицы разыгрывалось между шестью клубами: «Трёхгорка», «Динамо», ЦДКА, «Пищевики», РКимА и КОР. ЦДКА считался одним из фаворитов, но в итоге разделил только 4—6-е места. Тем не менее армейцы довольно успешно выступали в междугородних и международных встречах. Так, например, с лучшей командой Азербайджана — «Прогресс» — москвичи сыграли в Баку и выиграли со счётом 5:1, сыграли вничью 2:2 с рабочей финской командой, выступавшей на Спартакиаде в Москве, а в следующем году обыграли сборную Киева (3:2) и сборную киевского гарнизона (4:1).
В весеннем первенстве столицы 1933 года команда ЦДКА разделила первое место с «Динамо», а осенью 1935 армейцы стали чемпионами Москвы (правда, в отсутствие не участвовавших в турнире фаворитов — клубов «Динамо» и «Спартак», лучшие игроки которых были в распоряжении сборной СССР).

### 1936—1952. Победы «команды лейтенантов»
В 1936 году впервые проводился чемпионат СССР по футболу. ЦДКА выступал в классе «А» вместе со столичными «Динамо», «Спартаком» и «Локомотивом», ленинградскими «Динамо» и «Красной Зарёй», а также киевским «Динамо». Первый свой матч в чемпионате армейцы выиграли у «Красной Зари» со счётом 6:2, эта победа стала первым крупным выигрышем в истории чемпионатов СССР. 29 мая 1936 года армейцы одержали, со счётом 3:0, первую победу в чемпионате СССР над своим принципиальным соперником — московским «Спартаком». Однако дальше выступления армейцев стали складываться не так удачно, и в итоге ЦДКА закончил весенний чемпионат на 4-м месте.
В осеннем первенстве 1936 года клуб и вовсе занял последнее (восьмое) место и, согласно принципу ротации, на следующий сезон должен был отправиться лигой ниже — в класс «Б». Но в дело вмешались высшие военные чины, и, хотя ЦДКА начал первенство в низшей лиге, класс «А» был расширен, и армейцы закончили первенство в сильнейшем дивизионе. Эта мера не помогла — в сезоне 1937 ЦДКА вновь занял последнее (на этот раз девятое) место. Однако в тот год состоялась очередная реформа высшей союзной лиги, которую теперь расширили до 26 команд.
Также для укрепления состава впервые была использована «призывная» политика — перспективных и сильных игроков других команд призывали на военную службу и зачисляли в команду. Одним из первых в рядах «призванных» игроков был правый крайний московского «Металлурга» Григорий Федотов.

Григорий Федотов

В первом сезоне с Федотовым армейцы заняли второе место в чемпионате, уступив первое место «Спартаку». В оставшихся до войны чемпионатах ЦДКА занимал 3-е и 4-е места, а состав пополнился правым инсайдом Валентином Николаевым и форвардом Алексеем Грининым.
22 июня 1941 года армейцам предстояло сыграть выездной матч в Киеве против «Динамо». Но матч не состоялся: рано утром город подвергся бомбардировке. Началась Великая Отечественная война. Во время войны многие игроки ЦДКА направляли рапорты с просьбой отправить их на фронт. Но руководство хотело сохранить лучшие футбольные кадры страны, и команда продолжала тренироваться, хотя во время бомбёжек Москвы футболисты и привлекались для охраны административных зданий НКО и Генштаба. В марте 1942 года футболисты ЦДКА, имевшие среднее образование, были отправлены для краткосрочного обучения на военный факультет Института физкультуры. По его окончании 16 игроков получили звание младшего лейтенанта, вследствие чего послевоенный ЦДКА стали называть «командой лейтенантов». В годы войны в столице разыгрывался чемпионат города, и в 1943 году армейцы стали победителями этого первенства. В 1944 был возобновлён розыгрыш Кубка СССР, и ЦДКА дошёл до финала, где в упорной борьбе уступил ленинградскому «Зениту» со счётом 1:2.
Первый послевоенный сезон ознаменовался противостоянием ЦДКА и столичного «Динамо». В чемпионате выиграли динамовцы, а в кубковом финале сильнее оказались армейцы. В том сезоне ярко проявил себя ещё один игрок ЦДКА — Всеволод Бобров. Этот год был первым для «команды лейтенантов».
Чемпионат 1946 года армейцы выиграли без особых проблем, а в 1947 году развернулась борьба. Практически весь сезон лидировали московские динамовцы. Бело-голубые выдали победную серию из 12 побед подряд и подошли к очной встрече с преследователями-армейцами в ранге фаворита. В упорной борьбе на стадионе «Динамо» армейцы вырвали победу. Решающим оказался удар полузащитника ЦДКА Вячеслава Соловьёва. Однако этот матч хоть и был важным, но оказался не самым определяющим. В конце первенства «команде лейтенантов» предстояло играть в Тбилиси с местным «Динамо». Куратором спортобщества «Динамо» в те годы был Лаврентий Берия, и не было сомнения, что тбилисские футболисты постараются помочь «ведомственной» московской команде. В том чемпионате действовал регламент, что при равенстве очков в расчёт принималось соотношение забитых к пропущенным мячам. ЦДКА очень нужна была победа. Ничья со счётом 0:0 или 1:1 осложнила бы положение команды. Ничья же со счётом 2:2 или бо́льшим делала бы дальнейшую борьбу за чемпионство практически невозможной. Тбилисские динамовцы дважды вели в счёте, но ЦДКА силами Боброва дважды счёт сравнивал. В итоге матч закончился ничьей, и шансы армейцев на чемпионство стали совсем призрачными: в матче последнего тура ЦДКА должен был обыгрывать сталинградский «Трактор», причём забивать 5 мячей и не пропускать ни одного. И армейцам это удалось. В результате соотношение забитых мячей к пропущенным у ЦДКА стало на 0,125 лучше, чем у динамовцев.
В 1948 ситуация практически полностью повторилась. Всё первенство лидировало «Динамо», а ЦДКА, выдав во втором круге 11 победных матчей подряд, к последнему туру — очной встрече с лидером — подошёл, имея на 1 очко меньше. Таким образом, только победа могла принести ЦДКА чемпионский титул. Проигрывая 1:2 без своего травмированного лидера Григория Федотова, армейцы вырвали победу. Решающий гол Боброва, 3:2 — и ЦДКА в третий раз подряд стал чемпионом. Это достижение только через два десятка лет покорится другой команде — «Динамо» Киев. В том же 1948 году армейцы сделали свой первый «золотой дубль», завоевав кубок страны. В полуфинале в результате переигровки ЦДКА вырвал победу всё у того же московского «Динамо», а в финале разгромил обладателя кубка-1947 столичный «Спартак».
Сезон-1949 был последним чемпионатом для Федотова. Став лучшим бомбардиром первенства, получивший ряд травм форвард перешёл на тренерскую работу. Бобров же уступил настойчивым просьбам командующего ВВС Московского военного округа В. И. Сталина и ушёл в создаваемую им команду ВВС. ЦДКА завершил чемпионат на 2-м месте.

Эмблема ЦДСА

Церемония награждения золотыми медалями футболистов ЦДКА 1950 г.

В 1950 году армейцы вновь были первыми, а в 1951, выступая под новым названием ЦДСА (Центральный Дом Советской армии), сделали «золотой дубль», выиграв и первенство, и кубок.
В 1952 году руководство СССР впервые решило отправить команду на Олимпийские игры. В составе делегации первый раз с 1912 года была и футбольная дружина, собранная на основе ЦДСА и возглавляемая армейским тренером Борисом Аркадьевым. Футбольный турнир складывался непросто. В 1/16 финала советские футболисты с трудом обыграли Болгарию (2:1) и вышли на Югославию. К тому времени два социалистических государства были в напряжённых отношениях, так как лидер Югославии Тито вывел свою страну из содружества социалистических государств, и игра была действом скорее политическим, нежели спортивным. К середине 2-го тайма советская сборная проигрывала с разгромным счётом 1:5, однако ей удалось свести матч к ничьей, но в переигровке, несмотря на то, что Бобров открыл счёт, сборная СССР проиграла со счётом 1:3.
Наказание от политического руководства страны не заставило себя ждать: после первых трёх туров чемпионата, в которых армейцы одерживали победы, в день игры с киевским «Динамо» за командой не пришёл автобус, а начальника команды Василия Зайцева вызвали в Спорткомитет, где зачитали приказ № 793 от 18 августа 1952 года о расформировании команды. Сыгранные в чемпионате 1952 года результаты армейцев были аннулированы, а футболистов распределили по другим командам. Так закончила своё существование «команда лейтенантов».
Существует конспирологическая версия, что к этому делу приложил руку якобы курировавший «Динамо» Лаврентий Берия, дабы устранить главных конкурентов.

### 1953—1970. «Серые» годы

Юрий Нырков (слева) и Виктор Чистохвалов (справа с мячом)

ЦДСА отсутствовал среди лучших команд страны всего два сезона. Весной 1953 года умер Председатель Совета Министров СССР И. В. Сталин, через некоторое время был расстрелян первый заместитель Председателя Совета Министров СССР Л. П. Берия. Осенью того же года министр обороны Н. А. Булганин подписал приказ о воссоздании футбольных команд при окружных домах офицеров, в том числе и ЦДСА. Старшим тренером команды был назначен Григорий Пинаичев, помощники — Константин Лясковский и Григорий Федотов. С набором состава были некоторые проблемы — многие из звёзд «команды лейтенантов» уже либо закончили карьеру, либо находились в солидном для футболистов возрасте. Тем не менее в возрождённую команду вошли вратари Владимир Никаноров, Борис Разинский, защитники Анатолий Башашкин, Юрий Нырков, Анатолий Порхунов, Анатолий Крутиков (пришёл из «Химика»), полузащитник Александр Петров, нападающие Владимир Дёмин, Валентин Емышев, Василий Бузунов (перешёл из команды свердловского ДО), Виктор Фёдоров, Сергей Коршунов (оба из расформированной команды ВВС попавшего в опалу Василия Сталина).
Первый матч возрождённая команда ЦДСА провела 5 апреля 1954 в Киеве с «Торпедо» из Горького. Матч закончился со счётом 1:1, гол у армейцев забил Василий Бузунов. Через неделю там же ЦДСА уступил местному «Динамо». Сезон критикуемая в прессе за невыразительную игру команда завершила на 6 месте (из 13) с 24 очками. Тем не менее команда иногда была способна на равных бороться и с лидерами. Так, со счётом 2:1 в том сезоне был обыгран московский «Спартак» (голы забивали Коршунов и Бузунов).
Следующий сезон для ЦДСА сложился лучше, даже несмотря на то, что состав серьёзно изменился — закончили карьеру Нырков и Дёмин, в «Спартак» перешёл Коршунов, вернулся в Свердловск Бузунов. В чемпионате можно выделить победы над тбилисским «Динамо» в гостях (3:0) и московским «Спартаком» (3:1). В кубке же армейцы последовательно прошли куйбышевские «Крылья Советов», «Динамо» (Тбилиси) и столичный «Локомотив».
Финал кубка состоялся 16 октября 1955 в Москве на стадионе «Динамо». На 10 минуте с передачи Йожефа (Иосифа) Беца счёт открыл Владимир Агапов. Через три минуты динамовцы отыгрались. В конце первого тайма за фол против Юрия Беляева арбитр Николай Латышев назначил штрафной в ворота «Динамо», которые защищал Лев Яшин, к точке подошёл Агапов. И тут не выдержали нервы у Яшина. Обидевшись на какую-то шутку Агапова, динамовский вратарь в следующем моменте откровенно нагрубил и был удалён с поля. В ворота встал полузащитник Байков. Оставшиеся в меньшинстве динамовцы стремились отыграться, но взломать оборону армейцев они не смогли. Армейцы завоевали первый после возрождения команды трофей.
Чемпионат 1955 (как и следующий, 1956 года) ЦДСА закончил на 3-м месте.
В межсезонье 56—57 состав армейцев претерпел значительные изменения, клуб покинули несколько ключевых игроков: в «Торпедо» перешёл Анатолий Савин, в «Закарпатье» — Фёдор Ванзел, а в «Спартак» ушёл вратарь Валентин Ивакин. Пополнился состав армейцев за счёт правого полузащитника Германа Апухтина, перешедшего из московского «Локомотива»; вернувшегося из свердловского ОДО Василия Бузунова. Оттуда же перешли Николай Линяев, Игорь Михин и Эдуард Дубинский. В феврале 1957 года команда поменяла название на ЦСК МО — это было связано с внутриармейской реформой. Центральный клуб армии представлял теперь не Центральный Дом Советской армии, а Центральный Спортивный клуб Министерства обороны. Сезон 1957 года ЦСК МО закончил, заняв 5-е место. В сезоне 1957 года завершил карьеру защитник Анатолий Башашкин, последний из «команды лейтенантов».
Посчитав 5 место неудовлетворительным результатом, руководство клуба отправило главного тренера Григория Пинаичева в отставку, вместо него во главе клуба встал Борис Аркадьев, в тренерской работе которому помогал Всеволод Бобров. Аркадьев перестроил команду под схему 3+3+4, которая помогла армейцам завоевать бронзовые медали в сезоне 1958 года.

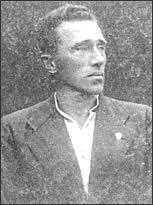
Борис Аркадьев

В межсезонье 58—59 в команду из московского «Динамо» перешёл нападающий Алексей Мамыкин. Перестройка команды продолжалась и в сезоне 1959 года — на протяжении всего чемпионата тренерский штаб пытался выработать оптимальный состав, однако результатов это не принесло, ротация футболистов мешала сыгранности армейцев. В 1959 году команда заняла лишь 9-е место.
В 1960 году во главе ЦСК МО вновь стал Григорий Пинаичев. В этом же году главный армейский клуб страны в последний раз сменил своё название и стал называться ЦСКА. В сезоне 1960 года формула чемпионата была изменена, количество команд высшей лиги было увеличено до 22 коллективов, распределённых в две подгруппы по 11 команд в каждой. В финальный этап чемпионата, в котором разыгрывались медали, выходило по три команды из каждой подгруппы. ЦСКА выступал во второй подгруппе, в которой за выход в финальный этап боролись «Динамо» (Киев), «Спартак» (Москва) и «Локомотив» (Москва). 19 июля 1960 года на стадионе Лужники проходила встреча ЦСКА — «Динамо» Киев, которая во многом решала судьбу выхода в финальный этап. На 65 минуте встречи, при счёте 1:1, за фол в пределах штрафной площадки рижский судья Эдгар Клавс назначил в ворота армейцев пенальти. Пробил пенальти нападающий киевлян Валерий Лобановский, однако вратарь москвичей Юрий Коротких сумел отбить мяч в прыжке. Судья принял решение перебить пенальти, Лобановский со второй попытки забил. Через некоторое время, крайний полузащитник москвичей Евгений Крылов сделал подкат под футболиста Динамо Олега Базилевича, за что получил красную карточку. После удаления Крылова на поле выбежали 150—200 раздосадованных болельщиков ЦСКА, некоторые из которых напали на арбитра. Игра была остановлена, армейцам засчитали поражение. После матча несколько десятков болельщиков были задержаны и получили по 15 суток, ещё четверо болельщиков были осуждены на сроки от двух до шести лет. ЦСКА все же пробился в финальный турнир, однако занял там всего лишь последнее, шестое, место. По окончании сезона весь тренерский штаб ЦСКА был уволен.

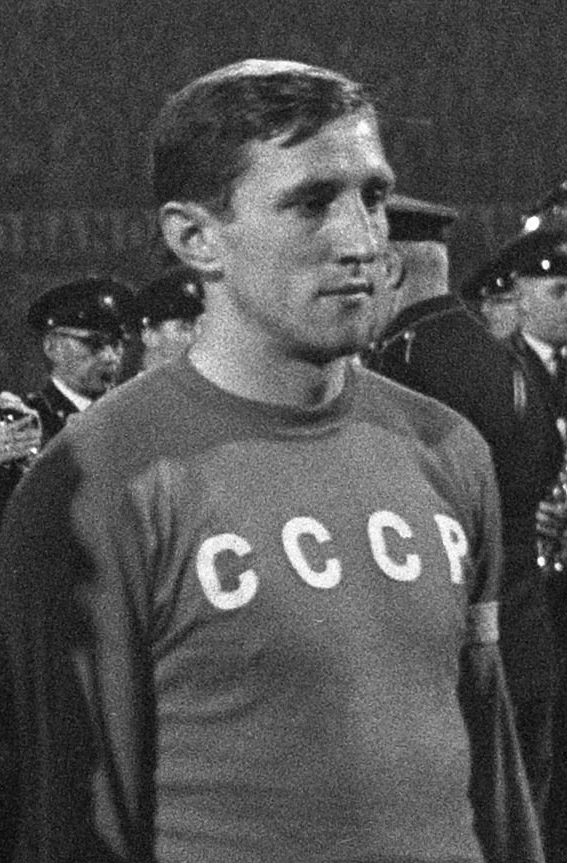
Альберт Шестернёв

В сезоне 1961 года ЦСКА возглавил Константин Бесков, а начальником команды стал Владимир Никаноров. После появления нового тренера санаторий Министерства Обороны «Архангельское» был в короткие сроки переоборудован под тренировочную базу ЦСКА. В межсезонье команда претерпела значительные изменения: в команду города Серпухова ушли Геннадий Силкин, Владимир Агапов и Юрий Коротких; Дезидерий Ковач ушёл в московский «Локомотив». Им на смену пришли нападающие Валентин Бубукин и Владимир Федотов, защитник Альберт Шестернёв; из дубля в основной состав был переведён нападающий Владимир Поликарпов, также команда пополнилась некоторыми другими футболистами. Чемпионат 1961 года был изменён, теперь из двух групп в финальную стадию выходили по 5 команд. ЦСКА начал чемпионат во второй группе, в которой после окончания предварительного этапа занял 1 место, набрав 29 очков и забив 55 мячей. Но в финале армейцы заняли лишь 4 место. В сезоне 1962 года армейцы также не смогли занять призовое место, до бронзы им не хватило 3 очков. После неудачных выступлений во Франции Бесков был уволен. Вместо него руководство армейского клуба пригласило Вячеслава Соловьёва.
В межсезонье 62—63 команду покинули: нападающие Борис Орешников и Кирилл Доронин, а также полузащитник Евгений Журавлёв. Пополнилась команда за счёт целой группы футболистов. Из московского «Торпедо» в ЦСКА перешли вратарь Анатолий Глухотко, полузащитник Николай Маношин и нападающий Валентин Денисов, из команды «Спартак» (Москва) перешли вратарь Игорь Фролов и нападающий Борис Петров, а из «Динамо» (Москва) перешёл Владимир Пономарёв, который в ЦСКА изменил амплуа с нападающего на правого защитника. Формула чемпионата 1963 года была изменена на классическую. Теперь за золото в высшем дивизионе боролись 20 команд в два круга. Армейцы по итогам чемпионата заняли лишь седьмое место.
В межсезонье команду покинули нападающий Алексей Мамыкин и защитник Николай Линяев, перешедшие в ростовский СКА. Самым ценным приобретением ЦСКА в межсезонье 63—64 стал нападающий Борис Казаков перешедший из клуба «Крылья Советов». В начале сезона главный тренер ЦСКА Вячеслав Соловьёв подал в отставку, его сменил Валентин Николаев. В сезоне 1964 года армейцам удалось завоевать бронзовые медали, отстав от лидеров чемпионата, «Динамо» (Тбилиси), на 3 очка и пропустив вперёд «Торпедо» (Москва). В этом чемпионате ЦСКА одержал самую крупную победу в своей истории, со счётом 10:2 разгромив ярославский «Шинник». В сезоне 1965 года армейцам также удалось занять третье место. По итогам чемпионата ЦСКА выиграл «Приз справедливой игры», за весь сезон заработав лишь одну жёлтую карточку.
В сезоне 1966 года в клубе вновь сменился тренер, вместо Валентина Николаева руководство клуба назначило главным тренером Сергея Шапошникова. В межсезонье 65—66 в команду перешли Владимир Капличный и Юрий Истомин. По итогам сезона ЦСКА занял 5 место, отстав от лидера чемпионата, киевского «Динамо», на 14 очков.

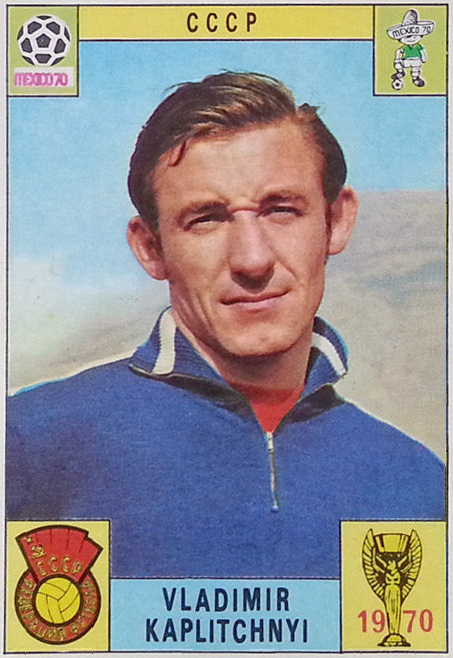
Владимир Капличный, бессменный капитан ЦСКА и сборной СССР, за армейцев провёл 288 матчей, забил 5 голов

Сезон 1967 года ЦСКА начал неудачно, в 10 матчах команда заработала всего лишь 6 очков, результатом плохого старта стало увольнение с поста главного тренера Шапошникова. В начале июня 1967 года вакантную должность занял Всеволод Михайлович Бобров. С приходом нового тренера ЦСКА немного поправил своё положение в чемпионате страны. После первого круга команда заняла 12-е место. Более успешно обстояли дела в розыгрыше Кубка СССР: обыграв в полуфинале бакинский «Нефтяник», армейцы впервые за 12 лет вышли в финал кубка, в котором им предстояло встретиться с московским «Динамо». В начале матча футболисты ЦСКА упустили два шанса открыть счёт, на 6 минуте Владимир Поликарпов после розыгрыша углового пробил в штангу, а на 8 минуте мяч, запущенный в нижний угол ворот Владимиром Федотовым, забрал Лев Яшин. На 11 минуте матча динамовцам удалось забить гол: после подачи углового Геннадий Гусаров послал мяч в сетку. В конце первого тайма нападающий «Динамо» Юрий Вшивцев забил гол, пробив с линии штрафной. Окончательный счёт в матче установил защитник Динамо Виктор Аничкин на 75 минуте игры, забив после подачи штрафного удара. Чемпионат команда завершила, заняв 9 место.
В чемпионате 1968 года армейцам удалось занять 4-е место.
В сезоне 1969 года состав армейцев усилился новыми футболистами. Из ташкентского «Пахтакора» в ЦСКА перешёл лучший бомбардир прошлого сезона, нападающий Абдураимов и полузащитник Вячеслав Солохо, из СКА (Хабаровск) перешёл нападающий Борис Копейкин, а из СКЧФ (Севастополь) пришёл вратарь Владимир Астаповский. В первой половине чемпионата ЦСКА выступал уверенно, заняв после первого круга второе место, однако во второй половине армейцы растеряли своё преимущество и заняли лишь шестую строчку в итоговой турнирной таблице. После неудачного сезона Бобров подал в отставку, пост главного тренера вновь занял Валентин Николаев.

Владимир Федотов

Перед чемпионатом 1970 года команда провела межсезонные сборы в Болгарии. Состав армейцев в 1970 году мало изменился по сравнению с предыдущим сезоном. Вшивцев вернулся в московское «Динамо», из-за травмы завершил карьеру Владимир Пономарёв, также по ходу чемпионата ЦСКА покинули Абдураимов и Солохо, вернувшиеся в «Пахтакор». Пополнилась команда за счёт малоизвестных футболистов — полузащитников Николая Долгова, перешедшего из орловского «Спартака», Александра Кузнецова из тульского «Металлурга», а также защитника Валерия Войтенко из «Уралмаша». Сезон ЦСКА начал очень удачно, в первых трёх матчах были одержаны три «сухие» победы. Но после первого круга армейцы, набрав 19 очков, заняли всего лишь 4-е место. Главному тренеру ЦСКА Валентину Николаеву удалось поправить турнирное положение команды и к концу сезона армейцы смогли догнать лидера турнира, московское «Динамо». Согласно регламенту, действовавшему в то время, в том случае, если две команды набирают равное количество очков, победитель определяется в «золотом матче». Местом проведения матча был выбран город Ташкент. Игра была назначена на 5 декабря 1970 года и завершилась нулевой ничьей, на игре присутствовало 60 000 зрителей. Второй дополнительный матч, который посетили 40 000 болельщиков, проводился на следующий день. На 11 минуте матча после удара защитника ЦСКА Юрия Истомина вратарь «Динамо» Пильгуй не смог зафиксировать мяч, и нападающий красно-синих Владимир Дударенко открыл счёт в матче. «Динамо» отыгралось на 22 минуте после дальнего удара полузащитника Жукова. В следующие 6 минут динамовцам удалось забить ещё два мяча, на 24 минуте забил Еврюжихин, а на 28 Валерий Маслов. Во второй половине матча, за 20 минут до финального свистка, армейцам удалось отыграться. На 71 минуте, после очередного прохода, Истомин сделал пас на Владимира Федотова, который точно пробил по воротам соперника — 2:3. На 75-й минуте встречи защитник «Динамо» Аничкин сбил в штрафной площади Федотова. Судья назначил пенальти. Владимир Поликарпов сравнял счёт, пробив в левый от вратаря угол ворот. За 6 минут до конца матча Владимир Федотов с силой ударил по воротам «Динамо», и мяч, отскочив от кочки, влетел в ворота. Матч закончился со счётом 4:3 в пользу ЦСКА. Армейцы, впервые за 19 лет, одержали победу в чемпионате страны. Валентину Николаеву было присвоено почётное звание «Заслуженный тренер СССР». Капитан ЦСКА, Альберт Шестернёв, по итогам сезона был признан лучшим футболистом года, по опросам журнала «France Football» он вошёл в десятку сильнейших игроков Европы.

### 1971—1991. 20 лет без чемпионства
В начале сезона 1971 года в составе команды произошли следующие изменения: Анатолий Масляев и Валентин Афонин ушли в ростовский СКА, Владимир Старков перешёл в футбольный клуб «Заря» (Ворошиловград), Анатолий Самсонов и Дмитрий Багрич завершили карьеру. Пополнилась команда за счёт Владимира Дорофеева и Владимира Бабенко, перешедших из тульского «Металлурга», а также нападающего Виктора Оглоблина, перешедшего из читинского СКА. В чемпионате армейцы выступали очень неудачно и в конце сезона смогли занять лишь 12-е место. В 1/16 Кубка европейских чемпионов ЦСКА смог обыграть турецкий клуб «Галатасарай» (1:1 в Стамбуле и 3:0 в Москве), но в 1/8 турнира уступил по сумме двух матчей бельгийскому «Стандарду» (1:0, 0:2). По итогам сезона команда получила приз «Честь флага» — за наибольшее количество игроков, вызванных в национальную сборную.
В межсезонье 1972 года Альберт Шестернёв перенёс тяжёлую операцию на колене, хотя операция была успешной, она сильно запоздала и вновь выйти на поле Шестернёв уже не смог. В межсезонье команду покинули: вратарь Юрий Пшеничников вернувшийся в «Пахтакор», защитник Валерий Войтенко перешёл в «Уралмаш», а нападающий Оглоблин перешёл в «Сибиряк». В межсезонье в ЦСКА перешли: Виктор Звягинцев из киевского СКА, защитник Григорий Янец из московского «Торпедо», полузащитник Фарид Хисамутдинов из алматинского «Кайрата» и Вильгельм Теллингер из львовского СКА. ЦСКА начал чемпионат уверенно, после десяти матчей, команда занимала 2 место, однако армейцев подвёл слабый финиш, в итоге ЦСКА занял пятую строку финальной таблицы.
В сезоне 1973 года в регламенте чемпионата произошли изменения. В рамках борьбы с договорными матчами была введена система, при которой команды, сыгравшие матч вничью, должны были пробить серию пенальти, победителю в которой начислялось 1 очко, а проигравшему 0. В начале чемпионата 1973 года команда занимала верхнюю часть в турнирной таблице, но в середине сезона начался спад, и главный тренер Николаев был уволен. Ему на смену пришёл Владимир Агапов. В конце сезона ЦСКА занял десятое место.
В сезоне 1974 года ЦСКА набрал всего лишь 26 очков и занял 13-е место, от вылета в первую лигу спасли дополнительные показатели.

Анатолий Тарасов

Сезон 1975 года для армейцев начался со смены главного тренера. Вместо уволенного Агапова был назначен знаменитый хоккеист и хоккейный тренер Анатолий Тарасов. В межсезонье команду покинул Владимир Поликарпов, перешедший в футбольный клуб ГСВГ. За 12 лет в ЦСКА Поликарпов провёл 342 матча, в которых забил 76 мячей. Закончил карьеру Юрий Истомин. Из московского «Локомотива» в команду перешёл нападающий Юрий Чесноков. ЦСКА неудачно выступил в сезоне 1975 года и занял 13-е место. В 1975 году завершили футбольную карьеру Владимир Федотов, Владимир Поликарпов и Владимир Капличный.
В начале нового сезона в клубе вновь сменился тренер. Вакантную, после увольнения Тарасова, должность занял Алексей Мамыкин. В связи с Олимпиадой-76 для лучшей подготовки сборной СССР в сезоне 1976 года было проведено два усечённых чемпионата. В обоих ЦСКА занял 7-е место. По итогам чемпионата Владимир Астаповский был признан лучшим футболистом и вратарём СССР.
В сезоне 1977 года ЦСКА одержал первую победу лишь к десятому туру. После провального начала чемпионата Мамыкин был уволен, главным тренером вновь стал Всеволод Бобров. Сезон команда завершила на 14 месте, набрав на одно очко больше, чем львовский клуб «Карпаты». В число «33 лучших» под № 3 был включён нападающий ЦСКА Александр Тарханов.
Перед сезоном 1978 года команду покинул нападающий Борис Копейкин, перешедший в футбольный клуб ГСВГ. В чемпионате команда выступала уверенно, заняв по итогам сезона 6-е место. По окончании чемпионата Бобров был уволен, он очень тяжело переживал увольнение, летом 1979 года скончался от сердечного приступа.
Перед сезоном 1979 года тренерский штаб ЦСКА возглавил Сергей Шапошников. Чемпионат 1979 года ЦСКА завершил на 8-м месте, забив 46 мячей. По окончании сезона Шапошников уволился, на его место пришёл Олег Базилевич.
В сезоне 1980 ЦСКА занял 5-е место. В число «33 лучших» под № 3 вошли двое армейцев — Александр Тарханов и Василий Швецов.
В сезонах 1981 и 1982 годов ЦСКА занял 6-е место. В середине сезона 1982 года в ЦСКА в очередной раз сменился главный тренер, им стал Альберт Шестернёв.
В сезоне 1983 года команда заняла 12-е место. По ходу чемпионата в ЦСКА сменился тренер, вместо Альберта Шестернёва был назначен Сергей Шапошников, которого по окончании сезона сменил Юрий Морозов.
Перед началом сезона 1984 года новый главный тренер Юрий Морозов отчислил 13 игроков клуба. Пополнилась команда 14 футболистами, в том числе в команду перешли полузащитник Дмитрий Кузнецов из ФШМ Москва и защитник Сергей Фокин из клуба «Алга» Фрунзе. Сезон 1984 года считается худшим в истории ЦСКА. За весь чемпионат команда набрала 19 очков из 68 возможных, итогом стало последнее место. Впервые в клубной истории ЦСКА вылетел в первую лигу.
В межсезонье 1985 года Юрий Морозов продолжил радикальное обновление состава. Он отчислил из команды 28 игроков, в их числе были Николай Булгаков, Борис Кузнецов, Виктор Колядко, Александр Тарханов и Валерий Глушаков. Одновременно Морозов принял в состав армейцев 13 молодых футболистов: полузащитника Вальдаса Иванаускаса, нападающих Валерия Шмарова, Владимира Татарчука, а также некоторых других игроков. ЦСКА занял третье место в зоне «Запад» предварительного турнира первой лиги и в финальной части, заняв второе место, вышел в переходный турнир, в котором команда не смогла завоевать право на выступление в высшей лиге.
В сезоне 1986 года ЦСКА выступал более удачно. По итогам чемпионата клуб разделил первое место с грузинской командой «Гурия». Золотой матч, который состоялся в Ужгороде, ЦСКА выиграл со счётом 2:0.
В начале сезона 1987 года в матче против «Жальгириса» тяжёлую черепно-мозговую травму получил нападающий ЦСКА Сергей Березин. Он несколько месяцев провёл в коме, через полгода, благодаря усилиям врачей, выздоровел, однако вернуться в свой клуб в качестве футболиста ему было уже не суждено. В чемпионате ЦСКА выступал неудачно, одержав к 29 туру всего лишь шесть побед. Матч 29-го тура ЦСКА провёл с ленинградским «Зенитом», игра завершилась со счётом 1:1. Эта ничья оказалась сверхлимитной и не позволила армейцам остаться в высшей лиге. Морозов был снят с поста главного тренера. На его место был назначен Сергей Шапошников.
В 1988 году ЦСКА в третий раз в своей истории начал сезон в первой лиге. В целом состав армейцев по сравнению с прошлым сезоном почти не изменился. В дубль «Спартака» ушёл вратарь Михаил Ерёмин, Сергей Савченко перешёл в клуб «Заря» Бельцы. Пополнилась команда защитниками Андреем Мохом вернувшимся из львовского СКА и Валерием Глушаковым перешедшим из команды СКА Ростов. Сезон команда провела успешно, но поражение в концовке чемпионата от «Ростсельмаша» не позволило ЦСКА продвинуться в высшую лигу. В итоге ЦСКА занял 3 место, отстав от ближайшего соперника «Ротора» на 1 очко. По окончании сезона Шапошников подал в отставку. Новым главным тренером стал Павел Садырин.
Перед последним сезоном в первой лиге состав ЦСКА практически не изменился. Михаил Ерёмин вернулся из московского «Спартака», из «Ротора» приехал нападающий Олег Сергеев. Чемпионат армейцы завершили на первом месте, одержав 27 побед из них 18 крупных и забив 113 голов. Лучшим бомбардиром первенства стал нападающий ЦСКА Валерий Масалитин.
В межсезонье 1990 года команду покинули нападающий Валерий Попович, перешедший в московский «Спартак», защитник Дмитрий Градиленко, пополнивший состав львовского СКА, а также несколько молодых футболистов. Усилился ЦСКА несколькими футболистами, в их числе вратари Андрей Новосадов и Александр Гутеев, полузащитник Юрий Бавыкин, нападающий Ильшат Файзулин, защитники Алексей Гущин и Михаил Синёв. В первом круге чемпионата в составе команды отсутствовали Сергей Крутов и Валерий Масалитин, проходившие стажировку в голландском клубе «Витесс». В обмен на аренду Крутова и Масалитина «Витесс» оплатил 12-дневный сбор армейцев в Голландии и взял на себя обязательство найти спонсора для ЦСКА. Перед поездкой в Голландию ЦСКА провёл шесть контрольных матчей в США. Сезон команда начала с домашнего разгрома донецкого «Шахтёра», матч закончился со счётом 4:0 в пользу армейцев. В первом круге ЦСКА набрал 17 очков из 24 возможных. В Кубке СССР дела у ЦСКА также складывались удачно: обыграв саратовский «Сокол», днепропетровский «Днепр» и волгоградский «Ротор», армейцы вышли в полуфинал, где встретились с киевским «Динамо». Полуфинальный матч завершился со счётом 4:2 в пользу киевлян. Во втором круге из «Витесса» вернулись Масалитин и Крутов. Во второй половине чемпионата ЦСКА выступал аритмично, победы чередовались с поражениями. 1 сентября 1990 года ЦСКА крупно проиграл ереванскому «Арарату» со счётом 4:0, что позволило киевскому «Динамо» догнать армейцев. Однако уже через пять дней, в матче с «Ротором» армейцы сумели реабилитироваться, забив в ворота волгоградцев семь мячей, из них пять забил нападающий Валерий Масалитин, повторив тем самым рекорд по количеству забитых мячей одним игроком в матче. Матч второго круга с киевским «Динамо» ЦСКА проиграл со счётом 1:4, это поражение не позволило занять «армейцам» первое место, сезон 1990 года армейцы завершили на второй строчке турнирной таблицы.

Михаил Ерёмин

В межсезонье 1991 года команду покинул нападающий Сергей Дмитриев перешедший в испанский клуб «Херес», пополнилась команда молодыми футболистами, полузащитниками Василием Ивановым и Дмитрием Карсаковым, а также нападающим Львом Матвеевым. Сезон для ЦСКА начался матчем 1/4 Кубка СССР против минского «Динамо», закончившийся со счётом 1:4 в пользу армейцев. В первом туре чемпионата СССР, который состоялся 10 марта 1991 года с разгромным счётом 4:0 был обыгран харьковский «Металлист». В следующих 5 турах чемпионата ЦСКА одержал 5 побед, с разницей мячей 14—4. В полуфинале Кубка СССР ЦСКА, со счётом 3:0, одержал победу над московским «Локомотивом». В Финале Кубка СССР, который проходил 23 июня 1991 года на большой спортивной арене «Лужники», ЦСКА выступал против «Торпедо». Счёт в матче, на 43 минуте, открыл нападающий «Торпедо» Юрий Тишков, на 45 минуте армейцы смогли отыграться, забил Игорь Корнеев. После перерыва, на 67 минуте, Корнеев оформил дубль и вывел свою команду вперёд. На 75 минуте Тишков сравнял счёт. Однако уже через пять минут армейцы вновь повели в счёте, Корнеев отпасовал недавно вернувшемуся из Испании Сергею Дмитриеву, тот, прорвавшись по флангу, сделал прострел в штрафную площадь торпедовцев, а набежавший Олег Сергеев замкнул передачу — счёт 3:2. ЦСКА в пятый раз завоевал Кубок страны. На следующий день, 24 июня 1991 года, на Ленинградском шоссе, в автомобильную катастрофу попал вратарь московского ЦСКА Михаил Ерёмин. 30 июня в возрасте 23 лет он скончался от многочисленных травм. 2 июля его похоронили на зеленоградском кладбище. На похоронах, футболисты ЦСКА поклялись одержать победу в чемпионате страны в память о Михаиле. 18 сентября 1991 года, в рамках розыгрыша Кубка кубков, ЦСКА встречался с итальянским клубом «Рома». Матч начался с острых атак хозяев, однако армейцы так и не смогли поразить ворота гостей, первый тайм завершился нулевой ничьей. В самом начале второго тайма, на 46-й минуте, защитник ЦСКА Сергей Фокин неудачно сыграл в штрафной площади и срезал мяч в свои ворота. Сравнять счёт армейцы смогли уже на 52-й минуте матча. После сильного удара Владимира Татарчука мяч отскочил к Сергееву, и тот смог переправить его в ворота римлян. На 73-й минуте, воспользовавшись ошибкой армейских защитников, нападающий «Ромы» Риццителли вышел один на один с вратарём ЦСКА Дмитрием Хариным и, переиграв его, забил гол и тем самым поставил точку в матче. Ответный матч состоялся в Риме 2 октября 1991 года. Уже на 13-й минуте армейцы повели в счёте, после точной передачи Михаила Колесникова, нападающий москвичей Дмитриев ударом головы открыл счёт в матче. Позже, защитник гостей Фокин, после подачи углового забил ещё один гол, но судья Форштингер его отменил, так как посчитал, что Валерий Масалитин перед ударом нарушил правила. В итоге ЦСКА, по сумме двух матчей, не смог пробиться в 1/8 Кубка кубков. 27 октября 1991 года ЦСКА обыграв московское «Динамо» со счётом 1:0, досрочно, за тур до конца чемпионата страны, завоевал золотые медали первенства, тем самым оформив последний «золотой дубль» чемпионатов СССР.

### 1992—2000. Возвращение на вершину

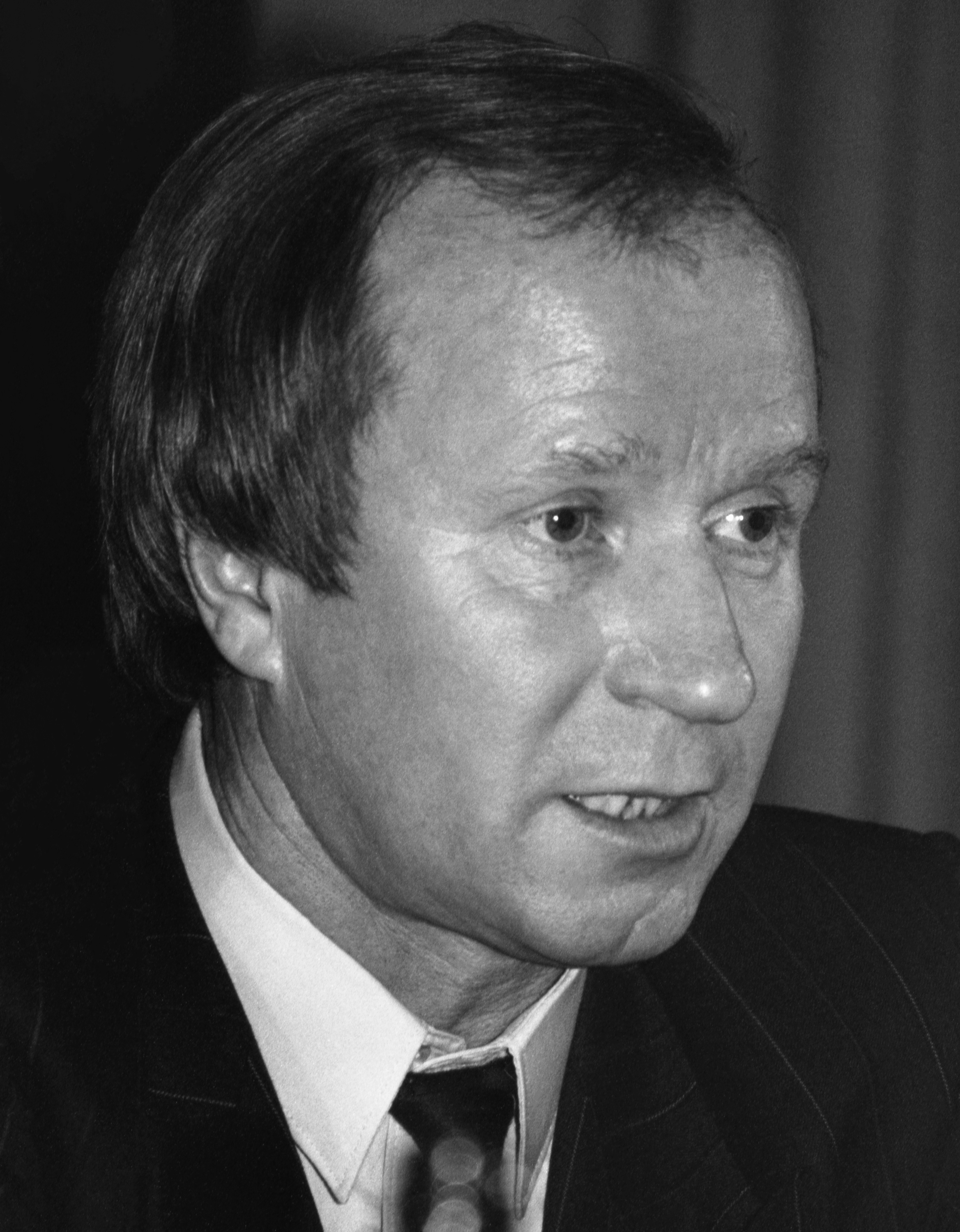
Павел Садырин

После распада СССР в 1991 году бывшие республики, входившие в состав СССР, начали проводить собственные независимые футбольные соревнования. Высшая лига чемпионата России была создана практически с нуля. Для участия в Высшей лиге было собрано 20 клубов, в число которых вошёл и ЦСКА.
Перед сезоном 1992 года команду покинул ряд опытных футболистов. В их числе были Игорь Корнеев, Дмитрий Галямин и Дмитрий Кузнецов, перебравшиеся в «Эспаньол», Сергей Дмитриев, заключивший контракт с испанским клубом «Херес», Валерий Брошин, уехавший в финский клуб «Куопион Паллосеура», Владимир Татарчук, переехавший в пражскую «Славию», а также некоторые другие игроки. Эту потерю Садырин восполнил несколькими молодыми футболистами. В итоге ЦСКА начал сезон с омоложённым составом игроков.
Чемпионат России 1992 года разыгрывался в два этапа. В первом этапе 20 клубов Высшего Дивизиона, разделённые на две группы, выявляли по 4 сильнейших команды в группе, и затем во втором этапе соревнования боролись за чемпионский титул, остальные команды разыгрывали места с 9-го по 20-е.
Первый чемпионат России армейцы начали с гостевого матча против владикавказского «Спартака». Матч состоялся 29 марта 1992 года. Уже на 9-й минуте игры полузащитник Мирджалол Касымов вывел «Спартак» вперёд, а под самый конец матча нападающий хозяев Игорь Шквырин забил второй мяч, тем самым установив окончательный счёт в матче — 2:0. Несмотря на поражение в первом матче, ЦСКА сумел одержать три победы подряд — над ставропольским «Динамо», над «Текстильщиком» и над «Факелом». К концу первого этапа чемпионата страны армейцы набрали 23 очка и, заняв 4-е место, пробились в финальную пульку. Во втором этапе чемпионата ЦСКА набрал 14 очков и занял лишь 5-е место.
В Кубке ЦСКА выступил с большим успехом. Турнир, который начинался как Кубок СССР, после распада Союза доигрывался уже под эгидой СНГ. В полуфинале армейцы одолели таджикский клуб «Памир» Душанбе, а в финале Кубка армейцы должны были встречаться с московским «Спартаком». Финал состоялся 10 мая 1992 года, на стадионе «Лужники», в присутствии 42 000 зрителей. На 20-й минуте игры Владимир Бесчастных открыл счёт в матче, он же на 35-й минуте удвоил счёт. В конце первого тайма футболисты ЦСКА получили возможность отыграться, после назначенного судьёй пенальти, однако вратарь ЦСКА Харин не сумел переиграть своего визави Черчесова и отправил мяч выше ворот. Матч завершился со счётом 2:0, и Кубок навечно остался у красно-белых.
По ходу сезона в клубе сменился главный тренер, вместо Павла Садырина, назначенного главным тренером сборной России, у руля команды встал Геннадий Костылев.
В сентябре 1992 года ЦСКА стартовал в Лиге чемпионов. В первом матче армейцы играли против исландского клуба «Викингур», первый матч закончился со счётом 1:0, а второй 4:2 в пользу москвичей. А в следующем матче армейцы встречались с действующим на то время обладателем Кубка чемпионов — «Барселоной». Первый матч прошёл 21 октября 1992 года в присутствии 40000 зрителей и завершился со счётом 1:1. У армейцев отличился Александр Гришин, а у испанцев — Бегиристайн. Второй матч прошёл 4 ноября 1992 года, на знаменитом домашнем стадионе «Барселоны» — «Камп Ноу», в присутствии 80000 болельщиков. Хозяева открыли счёт в матче уже на 12 минуте игры, отличился Надаль, а на 31 минуте Бегиристайн удвоил счёт в матче. За несколько минут до конца первого тайма Евгений Бушманов сумел обыграть вратаря «Барсы» Субисаррету и сократил разрыв в счёте. После перерыва, на 57 минуте, Денис Машкарин сравнял счёт. А ещё через 4 минуты Дмитрий Карсаков, после паса Ильшата Файзулина установил окончательный счёт в матче 2:3. После этой победы ЦСКА вышел в групповой этап. Несмотря на победу над «Барселоной», в своей группе ЦСКА занял последнее место и завершил выступление в еврокубках.
Перед сезоном 1993 года состав команды претерпел ряд изменений. Из «Кубани» пришёл вратарь Евгений Плотников, из «Днепра» — защитник Сергей Мамчур, из минского «Динамо» — полузащитник Юрий Антонович, также команда пополнилась другими футболистами. По ходу сезона команду покинули защитники Сергей Колотовкин и Олег Малюков перешедшие в израильские клубы «Бейтар» и «Хапоэль Ирони», Сергей Крутов перешёл в московское «Динамо», а Валерий Брошин заключил контракт с клубом «Хапоэль» (Кфар-Саба). В чемпионате ЦСКА выступал неровно, за победами следовали поражения, в итоге лишь 30 очков и 9 место из 18 возможных в турнирной таблице. В кубке дела шли лучше, армейцам удалось пробиться в финал, где им предстояло встретиться с московским «Торпедо». За два дня до матча с «Торпедо», тренер команды, Геннадий Костылев, был уволен, в итоге на финальный матч кубка ЦСКА вышел без главного тренера. Матч, в основное и дополнительное время, закончился со счётом 1:1, а пенальти лучше пробили футболисты «Торпедо», 5:3. Вместо Костылева на пост главного тренера был назначен Борис Копейкин.

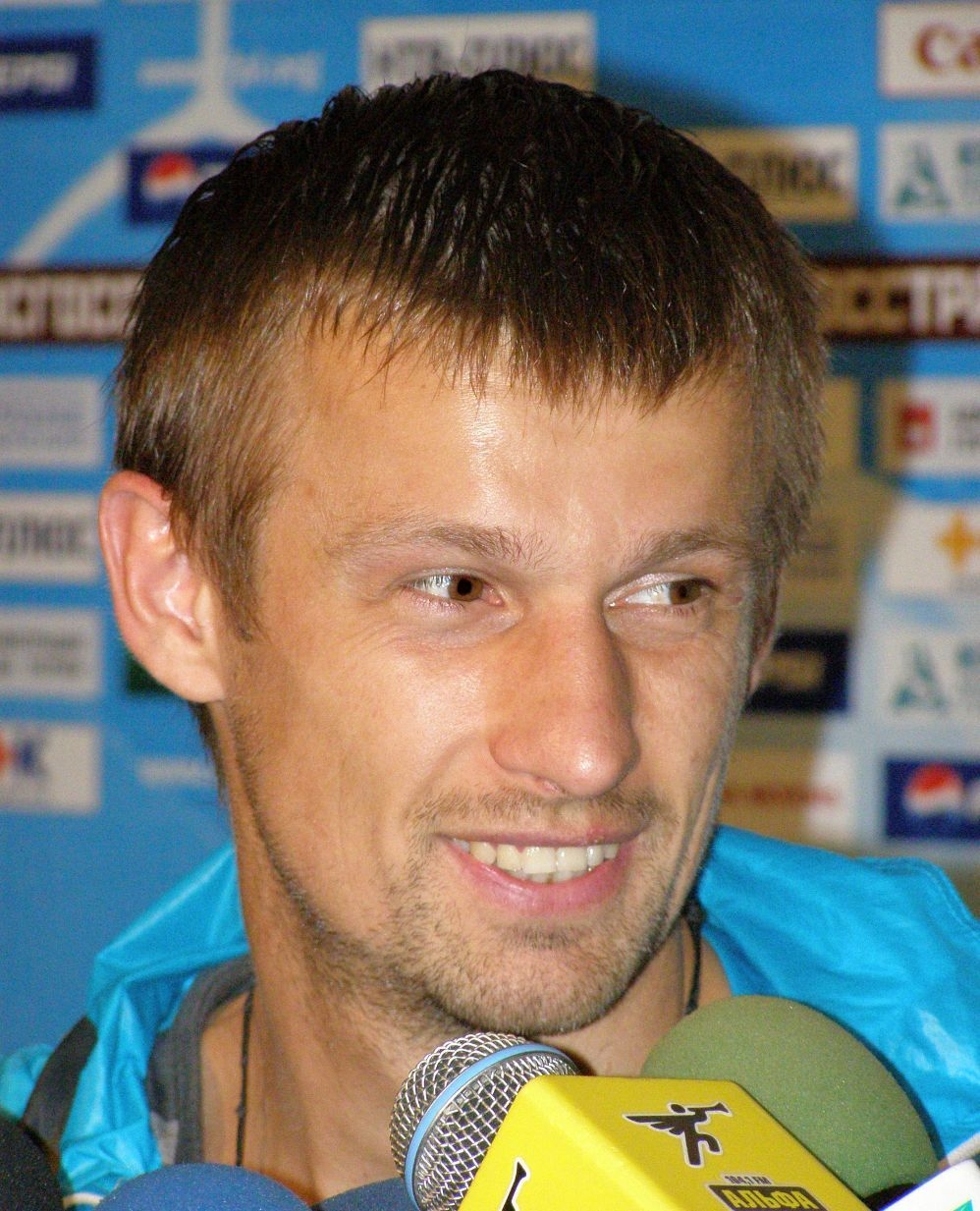
Сергей Семак — один из символов ЦСКА, присоединился к команде в 1994 году

В начале сезона 94 в составе клуба произошли следующие изменения: нападающий ЦСКА Валерий Масалитин перешёл в московский «Спартак», Дмитрий Карсаков продолжил карьеру в «Торпедо», из пражской «Славии» вернулся Владимир Татарчук, а летом в команду перешёл молодой Сергей Семак. Старт чемпионата выдался неудачным, после семи туров команда с шестью очками занимала десятую строчку турнирной таблицы, а к концу первого круга армейцы забили лишь семь мячей, и вскоре главный тренер ЦСКА Копейкин подал в отставку. Его место занял Александр Тарханов, однако, несмотря на смену тренера, армейцы заняли только 10 место в чемпионате.
В кубке дела шли лучше, как и в прошлом сезоне, команде удалось дойти до финала, где армейцам пришлось играть против чемпиона — московского «Спартака». В основное и дополнительное время матч завершился со счётом 2:2, а пенальти лучше пробили красно-белые 2:4.
В следующем сезоне Тарханов продолжил формирование новой команды, отказавшись от услуг многих игроков: Брошин и Быстров ушли в петербургский «Зенит», Иванов уехал играть в «Маккаби» (Герцлия), Семёнов, Гришин, Колотовкин перешли в столичное «Динамо», а Синёв и Демченко уехали играть в Европу. На смену им пришло новое поколение футболистов, из которых особо выделялось трио, составившее костяк команды в центре поля: Сергей Семак, Дмитрий Хохлов и Владислав Радимов. Защиту составили капитан команды Бушманов, Валерий Минько, Мамчур, Машкарин и Градиленко. Первым голкипером в начале сезона был Андрей Новосадов, а со второго круга — Плотников. В атаке — Лебедь и Файзулин. В результате довольно молодая передняя линия удвоила результативность команды по сравнению с предыдущим сезоном. ЦСКА закончил чемпионат 1995 года на шестом месте. Молодые футболисты армейского клуба активно привлекались в сборные страны: Семак, Радимов и Хохлов играли и за молодёжную, и за юношескую. В «молодёжке» также играли Машкарин, Лебедь, Файзулин и Герасимов. А в основной сборной в отборочных играх к Чемпионату Европы по одному матчу сыграли Лебедь и Радимов. Последний вместе с Бушмановым по итогам года вошли в список «33 лучших».
В 1996-м активная селекция продолжилась. К команде присоединился вратарь Тяпушкин, нападающий Мовсесьян и защитник А. Иванов. Летом в ЦСКА появились первые легионеры из дальнего зарубежья, два бразильца: защитник Леандро Самарони и атакующий полузащитник Леонидас, а также литовский нападающий Эдгарас Янкаускас. Как результат, поднялась результативность и с 25-го тура команда выдала семиматчевую победную серию, последовательно обыграв «КАМАЗ», московское «Динамо», «Торпедо-Лужники», «Ростсельмаш», «Зенит», «Жемчужину» и «Аланию». За три тура до финиша ЦСКА шёл на третьем месте, однако финиш армейцы провалили, уступив сначала в гостях «Балтике» 1:2, а потом в подмосковном Селятине в номинальном домашнем матче (в связи с реконструкцией «Лужников» всем московским командам, игравшим тот тур дома, не хватило столичных стадионов) новороссийскому «Черноморцу» 1:3. Не скрасила впечатление и победа в последнем туре над столичным «Локомотивом». В итоге команда заняла пятое место. Слабая концовка дала повод «большому ЦСКА» разорвать контракт с Тархановым. Тем не менее армейцы повторили своё лучшее достижение в чемпионатах России. В список «33 лучших» попали Бушманов, Минько и Хохлов, а Тяпушкин, отстояв на ноль 14 матчей, установил новое клубное достижение в этом компоненте. Что касается кубка, то армейцы в 1/4 уступили «Ротору» со счётом 0:2 и выбыли из дальнейшей борьбы.
В августе ЦСКА включился в борьбу за Кубок УЕФА. В квалификации дважды был обыгран исландский клуб «Акранес» (2:0, 4:1), но дальше армейцы вышли на «Фейеноорд». В Москве армейцы уступили с минимальным счётом, а в ответной игре сыграли вничью 1:1.
В тот год прошёл Чемпионат Европы, и ЦСКА в сборной России представляли Бушманов, Радимов и Хохлов. Также один товарищеский матч за сборную сыграл Минько.
В межсезонье окончательно обострился конфликт между руководством футбольного клуба и руководством спортивного общества ЦСКА. В итоге команда разделилась на две: первую возглавил Тарханов, а вторую — Павел Садырин, назначенный руководством спортивного общества ЦСКА.
Тарханов смог привлечь к себе основной состав ЦСКА, а Садырин был вынужден строить свою команду в основном из дублёров и футболистов молодёжных команд. В межсезонье Тарханов согласился возглавить «Торпедо-Лужники» и увёл с собой Машкарина, Гашкина, Семака, Бушманова, Самарони, Леонидаса, Янкаускаса, Минько, Хохлова. В итоге Минько и Семак всё же остались в ЦСКА. Но на этом потери команды не закончились: А. Иванов уехал в Австрию, Тяпушкин заключил контракт с «Динамо» (Москва), Лебедь перешёл в петербургский «Зенит», Пестряков ушёл в ростовский «Ростсельмаш». Пополнение же было далеко не таким сильным: Сидельников из «Чоннам Дрэгонз», Лобжанидзе из «Динамо (Тбилиси)», Боков, Кулик и Хомуха из «Зенита», из Испании вернулись Ульянов и Шустиков, из столичного «Динамо» перешёл А. Гришин, а из «Торпедо» А. Николаев. Большинство новичков появились в команде только перед первыми матчами, поэтому команда начала сыгрываться и искать свою оптимальную тактику лишь по ходу чемпионата. Яковенко, Лобжанидзе и Сидельников вскоре покинули клуб, после первого круга снова уехал в Израиль Ульянов, потеряли место в составе Николаев и Шутов, перешёл в саратовский «Сокол» Цаплин, в голландский «Аякс» перешёл Демченко. В декабре умер защитник Сергей Мамчур.
В летнее межсезонье в ЦСКА перешёл вратарь Кутепов, в команду вернулись Гайсумов, Кузнецов, Карсаков, Петросянц. После первого круга команда занимала 13-ю строчку в таблице и была на грани вылета. Но, набрав в последних пяти играх 11 очков, армейцы смогли переместиться на 12-е место. Лучшим бомбардиром стал Владимир Кулик, забивший 9 голов.

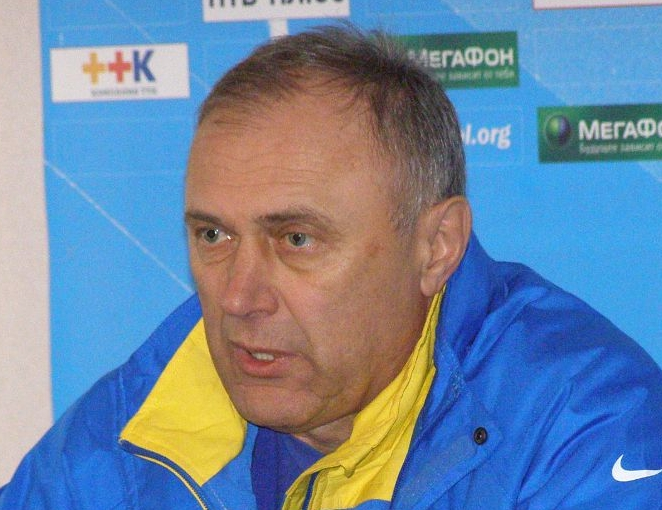
В 1998 году Олег Долматов привёл ЦСКА к первым серебряным медалям чемпионата России

В сезоне 1998 года состав был сильно изменён, в команду пришли 7 новых игроков, среди них были Олег Корнаухов, Евгений Варламов, Дмитрий Сенников, Сергей Филиппенков, в то же время армейцев покинула целая группа футболистов в том числе Алексей Герасимов, Игорь Семшов, Сергей Армишев, Дмитрий Карсаков, Андрей Мовсесьян. Начало чемпионата футболисты ЦСКА провели слабо, к концу первого круга команда занимала 14 место, набрав всего лишь 14 очков. Главный тренер армейцев Павел Садырин был уволен, а на его место был приглашён Олег Долматов. В высшем руководстве клуба также произошли перестановки, в июле должность генерального директора занял чеченский бизнесмен Шахруди Дадаханов, а уже в августе он стал президентом ПФК ЦСКА. Первый матч после летнего перерыва команда провела против новороссийского «Черноморца», обыграв его со счётом 4:1, через два тура команда совершила рывок — семь сухих побед подряд, с разницей мячей 18:0, за пять матчей до финала ЦСКА вышел на второе место в турнирной таблице. 26 сентября 1998 года армейцы встречались с занимающим первое место московским «Спартаком». Действующий чемпион был разгромлен со счётом 4:1. В том сезоне ЦСКА занял второе место отстав от занявшего первое место «Спартака» на 3 очка. Во втором круге армейцы выиграли 14 матчей из 15, шесть — с крупным счётом. В сезоне 1998 команда установила новой рекорд по количеству побед подряд (12). По итогам сезона в список «33 лучших» вошли восемь футболистов ЦСКА: Семак, Варламов, Боков, Минько, Хомуха, Кулик, Корнаухов, Новосадов. В 1/4 розыгрыша Кубка России 1997—1998 армейцы уступили волгоградскому «Ротору» со счётом 3:5. В осенней стадии Кубка России 1998—1999 команда, обыграв «Амур-Энергия» 2:0 и «Томь» 2:1, вышла в 1/4 финала.
Перед началом сезона 1999 года в составе команды произошли незначительные изменения, команду покинули игроки не имеющие твёрдого места в основе, их место заняли молодые футболисты из низших дивизионов России. К концу первого круга армейцы занимали третье место, отставая от лидера московского «Спартака» на 5 очков, к концу чемпионата ситуация не изменилась и ЦСКА завоевал бронзу. В Кубке России 1998—1999 команда в полуфинале, с минимальным счётом, уступила питерскому клубу «Зенит». Во втором квалификационном раунде Лиги чемпионов ЦСКА встречался с норвежским клубом «Молде». В домашнем матче московский клуб сумел одержать уверенную победу 2:0, забитыми голами отметились Шишкин и Хомуха, однако в ответной встрече потерпели унизительное поражение 4:0.
В начале сезона 2000 года в команде произошла массовая ротация футболистов, в команду пришли сразу 9 футболистов, среди них были Юрий Окрошидзе и Рустем Булатов. Начало чемпионата ЦСКА провалил, первый мяч в рамках чемпионата страны был забит только в седьмом туре. После десяти туров Олег Долматов подал в отставку, его место занял Павел Садырин. Смена главного тренера помогла команде поправить своё турнирное положение, в итоге ЦСКА занял восьмое место. В Кубке России 1999—2000 дела шли более успешно, в 1/4 турнира армейцы обыграли по пенальти «Анжи» 5:3, затем, в полуфинале, обыграли московский «Спартак» 3:1. В финале армейский клуб встречался с московским «Локомотивом», уже в дебюте матча, на 12 минуте игры, за фол последний надежды был удалён защитник ЦСКА Максим Боков, несмотря на это армейцы открывают счёт в матче, автором гола стал Сергей Семак, в концовке первого тайма Евсеев сравнивает счёт. На 66-й минуте 2-ю жёлтую карточку получил Лоськов. В дополнительное время Булыкин выйдя один на один с вратарём ЦСКА Окрошидзе, мощным ударом занёс мяч в сетку ворот, а на 113-й минуте после удара Цымбаларя счёт в матче становится 3:1, несмотря на все усилия, футболисты ЦСКА смогли отыграть лишь один мяч, на последней, 120-й минуте гол в ворота «Локомотива» забил Олег Корнаухов. В Кубке УЕФА 2000/01 ЦСКА уступил по сумме двух встреч датскому клубу «Виборг» (0:0, 1:0) и выбыл после первого раунда турнира.

### 2001—2008. «Золотая» эпоха

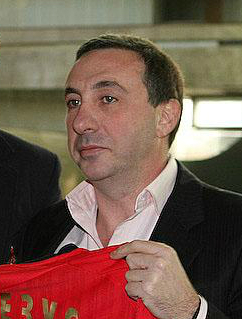
Евгений Гинер

21 февраля 2001 года было объявлено о смене собственника армейского клуба. Новыми акционерами стали компания «АВО-Капитал» — 51 % акций, Министерство Обороны РФ и английская фирма «Blue Castle Enterprises Limited», а президентом клуба стал российский предприниматель Евгений Леннорович Гинер. К этому времени команду покинул ряд футболистов, считавшихся в прошлом сезоне основными: Хомуха, Бычков, Окрошидзе и Шишкин. До закрытия трансферного окна новому руководству удалось приобрести трёх футболистов, реально усиливших состав армейцев: сначала у новороссийского «Черноморца» был куплен нападающий Денис Попов, затем у приднестровского клуба «Шериф» был приобретён вратарь Сергей Перхун, а третьим новичком стал полузащитник Юрис Лайзан, перешедший из рижского клуба «Сконто». В первых двух турах ЦСКА потерпел два поражения, сначала в гостевом матче с «Черноморцем» 2:0, затем в домашнем матче против самарского клуба «Крылья Советов» 3:0. В третьем туре ЦСКА встречался с московским «Спартаком» матч закончился со счётом 1:0 в пользу «Спартака», однако этот матч вошёл в историю российского футбола по другим причинам. За несколько часов до дерби произошли массовые драки между фанатами команд. Уже в самом начале матча из армейских секторов на беговые дорожки полетели дымовые шашки, поле заволокло клубами дыма, в милиционеров полетели пластиковые кресла, через некоторое время на спартаковских секторах началась массовая драка фанатов красно-белых с ОМОНом, драки продолжались весь матч. По данным ГУВД, во время матча было вырвано 1436 кресел, 660 человек задержано, а ещё 27 госпитализировано. Несмотря на неудачный старт, первый круг армейцы завершили на пятом месте, набрав 25 очков. В период летних дозаявок кардинальная перестройка состава продолжилась. Команду покинули игроки основного состава Андрей Новосадов, Алексей Савельев, Артём Енин, Константин Кайнов, Марек Холли, Михаил Лунин, Рустем Булатов и целая группа молодых футболистов. Взамен армейцы приобрели одиннадцать футболистов, среди них были: Алексей Березуцкий, Игорь Яновский, Андрей Соломатин, Элвер Рахимич, Предраг Ранджелович, Вениамин Мандрыкин, Роман Монарёв, Владимир Кузьмичёв, Александр Беркетов и Спартак Гогниев. 

Роковое столкновение с Б. Будуновым

Столь солидное усиление позволяло рассматривать ЦСКА как одного из претендентов на медали. Однако во втором круге на команду обрушилась череда невзгод. 18 августа в гостевом матче с махачкалинским «Анжи» при столкновении с нападающим Будуном Будуновым Сергей Перхун получил серьёзную травму головы. Сначала травма казалась средней тяжести, Сергей был в сознании до конца матча. Но по дороге в аэропорт он впал в кому, повлёкшую клиническую смерть. Несмотря на все усилия врачей, в 5 часов утра 28 августа футболист скончался. Позднее стало известно о смертельной болезни Павла Садырина. В последних турах чемпионата 2001 вместо него командой руководил Александр Кузнецов. 1 декабря Садырин скончался. В итоге команда завершила сезон только на седьмом месте, набрав 47 очков.

После окончания сезона руководством клуба на тренерскую должность был приглашён Валерий Газзаев В межсезонье команду усилила мощная группа новичков: Василий Березуцкий, Дейвидас Шемберас, Вячеслав Даев, Дмитрий Кириченко, Артур Тлисов, Игорь Пиюк, Алексей Трипутень, Богдан Шершун, Дмитрий Крамаренко и Ролан Гусев., покинули команду Предраг Ранджелович, Станислав Лысенко, Владимир Кузьмичёв, Сергей Филиппенков, Максим Боков, Валерий Минько, Игорь Аксёнов и Давронжан Файзиев. В сезоне 2002 года первые очки армейцы потеряли только в шестом туре, сыграв вничью с элистинским «Ураланом» (3:3). Матч с московским «Спартаком» завершился уверенной победой ЦСКА 3:0, за весь матч красно-белые так и не смогли попасть в створ ворот, на послематчевой пресс-конференции Валерий Газзаев пошутил: 
Сегодня ЦСКА показал футбол очень хорошего уровня. Единственное упущение — несколько раз позволили соперникам подойти к нашей штрафной.

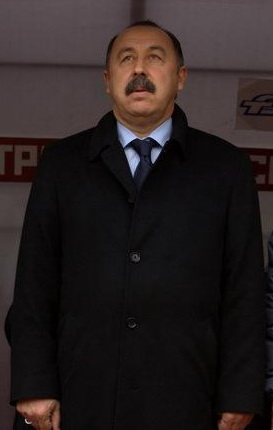
Валерий Газзаев — тренер, с именем которого связано большинство побед ЦСКА в новейшей истории клуба

После первого круга команда занимала 2 место, отставая от лидера чемпионата, московского «Локомотива», на 3 очка и имея перед ним в запасе две игры (матч армейцев 12-го тура был перенесён на август, а «Локомотив» уже сыграл матч 25-го тура 12 мая). В 2002 году ЦСКА в финале Кубка России встречался с санкт-петербургским «Зенитом», первый гол в матче забил Андрей Соломатин на 27-й минуте матча, а на 52-й минуте Игорь Яновский установил окончательный счёт — 2:0. Это был первый трофей в новейшей истории клуба. Осенью 2002 года клуб начал выступление в Кубке УЕФА, но в первом раунде не смог одолеть итальянский клуб «Парма». Летом тяжёлую травму получил основной голкипер Вениамин Мандрыкин. В первых играх его заменил опытный Дмитрий Крамаренко, однако параллельно велись переговоры с арендой вратаря итальянской «Вероны» Руслана Нигматуллина, который и занял место в воротах до конца сезона. К концу чемпионата армейцы набрали одинаковое количество очков с московским «Локомотивом», явно опережая его по дополнительным показателям: число побед — 21 против 19; разница забитых и пропущенных мячей — 34 против 32; количество забитых мячей — 60 против 46. Тем не менее по действовавшей в то время системе был назначен «золотой матч», он состоялся 21 ноября на стадионе «Динамо». На 7-й минуте игры полузащитник «Локомотива» Дмитрий Лоськов забил единственный гол в матче. Таким образом, ЦСКА в сезоне 2002 завоевал лишь серебро. В этом сезоне лучшими бомбардирами чемпионата стали Ролан Гусев и Дмитрий Кириченко забившие по 15 мячей и повторившие рекорд Владимира Кулика, установленный в сезоне 1998.
В зимнее межсезонье в команду перешли полузащитники Иржи Ярошик («Спарта» Прага) и Алан Кусов («Алания»), а также нападающий сборной Узбекистана Александр Гейнрих. Покинули команду в основном опытные игроки, которым не нашлось места на поле: защитники Евгений Варламов и Вячеслав Даев, вратари Дмитрий Крамаренко и Руслан Нигматуллин, у которого истёк срок аренды. В аренду ушли молодые Алексей Трипутень, Ренат Янбаев и Роман Монарев. Первый круг чемпионата 2003 команда закончила, занимая первое место, ближайший преследователь — подмосковный «Сатурн» — отстал на 6 очков. В летнем перерыве ЦСКА приобрёл хорватского нападающего Ивицу Олича, а Алан Кусов вернулся в «Аланию» спасать клуб от вылета. В августе в квалификации Лиги чемпионов ЦСКА потерпел самое унизительное до 2016 года поражение в истории выступлений российских клубов в еврокубках. Клуб уступил македонскому «Вардару», занимавшему 238-е место в клубном рейтинге УЕФА. Несмотря на некоторый спад осенью, армейцы смогли впервые в своей истории выиграть чемпионат России. После крупной победы в первом туре над «Рубином» 4:0 ЦСКА захватил лидерство в чемпионате и ни разу не уступил его.
В ноябре 2003 года вместо Валерия Газзаева у руля команды встал португальский специалист Артур Жорже, под руководством нового тренера команда одержала победу 3:1 в матче на Суперкубок России против московского «Спартака». В сезоне 2004 года главным спонсором ЦСКА стала компания «Сибнефть». За счёт финансовых отчислений спонсора были приобретены несколько футболистов. Из московского «Локомотива» перешёл защитник Сергей Игнашевич, из волгоградского «Ротора» в команду пришёл Евгений Алдонин, из аргентинского клуба «Ривер Плейт» — Осмар Феррейра, также были приобретены Даниэл Карвальо, Владимир Габулов, Юрий Жирков и Чиди Одиа. При этом команду покинула большая группа игроков, игравших важную роль в чемпионском сезоне: Игорь Яновский, Андрей Соломатин, Спартак Гогниев, Денис Попов, Денис Евсиков, а также редко выходившие на поле: Александр Беркетов, Александр Гейнрих, Вартан Мазалов и Артур Тлисов. Однако, несмотря на все приобретения, дела в чемпионате шли плохо, к концу первого круга команда занимала пятое место с 20 очками. В связи с этим, Жорже был уволен, а его место вновь занял Валерий Газзаев. Летом были приобретены бразильский нападающий Вагнер Лав, его коллега по амплуа Сергей Даду из Молдавии и сербский полузащитник Милош Красич. Газзаеву удалось поправить турнирное положение команды, и за два тура до финиша ЦСКА занимал первое место. Однако в следующем туре армейцы оступились, сыграв вничью с «Динамо», и пропустили вперёд «Локомотив». В результате ЦСКА занял второе место, отстав от чемпиона — московского «Локомотива» — всего лишь на одно очко. В своей группе Лиги чемпионов ЦСКА удалось занять третье место, это позволило принять участие в кубке УЕФА весной 2005 года.

Футболисты ЦСКА — обладатели Кубка УЕФА сезона 2004/2005 годов

В межсезонье команду покинули Сергей Семак, перешедший в «ПСЖ», Дмитрий Кириченко, оказавшийся в «Москве», и Иржи Ярошик, перебравшийся в «Челси», а пополнилась команда бразильским полузащитником Дуду. Сезон 2005 года для армейцев начался домашним матчем с португальской «Бенфикой» в рамках 1/16 Кубка УЕФА, который завершился победой ЦСКА 2:0, в гостевом матче армейцы сыграли вничью 1:1. Следующим соперником ЦСКА стал сербский клуб «Партизан», гостевой матч в Белграде завершился со счётом 1:1, а домашний в Краснодаре — 2:0 в пользу красно-синих. В следующем раунде армейцы разгромили французский «Осер» 4:0. Несмотря на поражение в гостях 2:0, ЦСКА смог продолжить выступление в еврокубке. В полуфинале ЦСКА противостояла итальянская «Парма», обыграв которую (0:0, 3:0), москвичи вышли в финал. Соперником в финале Кубка УЕФА стал португальский клуб «Спортинг». Финальный матч проходил в Лиссабоне на родном для португальской команды стадионе Жозе Алваладе 18 мая 2005 года. Первый гол в матче на 29 минуте забил полузащитник «Спортинга» Рожерио. На 56-й минуте игры Алексей Березуцкий после подачи Карвальо сравнял счёт, на 65-й минуте армеец Юрий Жирков вывел москвичей вперёд, а на 75-й минуте встречи Вагнер Лав установил окончательный счёт в матче — 3:1. Впервые в истории российский клуб выиграл еврокубок. 29 мая 2005 года в финале Кубка России ЦСКА обыграл со счётом 1:0 подмосковные «Химки», единственный мяч забил Юрий Жирков. В чемпионате страны, в 29 туре, досрочно, обыграв московское «Динамо», армейцы во второй раз в своей истории стали чемпионами. Сезон 2005 до сих пор считается наиболее успешным в истории армейского клуба. Так, ЦСКА образца 2005 года был признан жюри конкурса «Чемпионату России по футболу-20 лет» лучшей командой российских чемпионатов 1992—2012 годов.
В межсезонье 2006 года команду покинул ряд молодых футболистов, вместо них был приобретён бразильский нападающий Жо. Уже 5 марта в первом официальном матче — 1/8 Кубка России — со «Спартаком» из Костромы он открыл счёт, забив первый гол за ЦСКА, а через неделю, 11 марта, в матче за Суперкубок с московским «Спартаком» Жо забил победный гол. В чемпионате новичок открыл счёт голам во втором туре в матче против ярославского «Шинника», забив четыре гола. Первое поражение команда потерпела в 5-м туре чемпионата, проиграв «Локомотиву» 3:2. После первого круга армейцы с 31 набранным очком делили первое место с московским «Спартаком». В Кубке России армейцам, обыгравшим в полуфинале питерский «Зенит» (1:0, 3:0), предстояла встреча с клубом «Спартак» Москва. Одержав убедительную победу со счётом 3:0, ЦСКА стал обладателем трофея в третий раз. Во втором круге чемпионата ЦСКА не утратил лидирующих позиций, и, во Владивостоке, за тур до окончания чемпионата, разгромив со счётом 4:0 местный клуб «Луч-Энергия», завоевал золотые медали, сделав, таким образом, два «золотых дубля» подряд, это достижение стало абсолютным рекордом чемпионата России. В Лиге чемпионов армейский клуб выступал уверенно, занимая за два тура до финиша второе место, однако домашнее поражение от ФК «Порту» (0:2), и гостевое от аутсайдера «Гамбурга», не позволили армейцам выйти из группы.
Перед сезоном 2007 команду покинул хорватский нападающий Ивица Олич, перешедший в немецкий клуб «Гамбург», а также несколько молодых игроков, в их числе Александр Салугин, Кирилл Кочубей и Владимир Габулов. Вместо них были приобретены два молодых полузащитника — турок Эркин Джанер и бразилец Рамон. В январе 2007 года ЦСКА принял участие в розыгрыше Кубка Первого канала. В своей группе ЦСКА, обыграв «Хапоэль» Тель-Авив (4:1) и донецкий «Шахтёр» (0:2), вышел в финал, где ЦСКА противостоял московский «Спартак». Счёт в матче на 52-й минуте игры открыл полузащитник ЦСКА Дуду, через 6 минут Роман Павлюченко сравнял счёт, а на 67-й минуте новичок армейцев Рамон открыл свой счёт голам за ЦСКА. В концовке второго тайма Павлюченко замкнул навес с фланга и грудью внёс мяч в сетку ворот Игоря Акинфеева. В овертайме, на последней, 120-й минуте игры, Жо ударом головы вывел свою команду вперёд, отыграться «Спартак» уже не смог. В феврале, в рамках Кубка УЕФА, ЦСКА встречался с израильским клубом «Маккаби», в первой встрече, проходившей во Владикавказе, матч закончился со счётом 0:0, а в гостевом матче армейцы потерпели поражение с минимальным счётом. В первых семи матчах 16-го чемпионата России ЦСКА имел в активе четыре победы, две ничьи и одно поражение с разницей мячей 13:6, но вскоре армейцев ожидала серьёзная потеря: 6 мая 2007 года, в матче 8-го тура чемпионата России против «Ростова» вратарь ЦСКА Игорь Акинфеев получил травму. Борясь за верховой мяч в штрафной, он неудачно приземлился и порвал крестообразные связки колена. По оценкам врачей, в большой футбол вратарь вряд ли мог вернуться до конца сезона. После травмы основного голкипера команды последовал ряд неудачных матчей, это привело к тому, что в конце первого круга команда занимала 5-е место. В летнее межсезонье в команду пришли новые футболисты: нападающий Давид Янчик, защитник Эдуардо Ратиньо, полузащитник Павел Мамаев и вратарь Евгений Помазан. Во второй половине сезона команда смогла несколько поправить своё положение в турнирной таблице и закончила чемпионат на третьем месте.

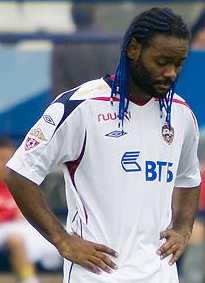
Вагнер Лав — лучший бомбардир Чемпионата России сезона 2008

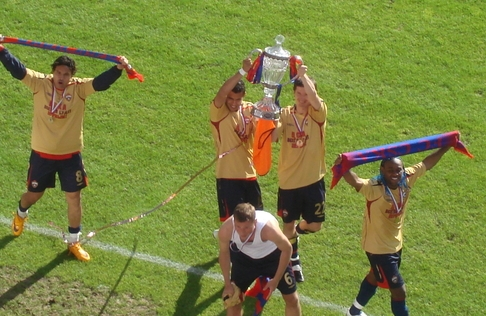
Игроки ЦСКА с Кубком России

11 января 2008 года ЦСКА отправился на первый сбор в ОАЭ в Дубай. Сбор проходил до 23 января, в нём участвовали 23 игрока. Первый матч в новом году ЦСКА провёл 20 января против клуба второго дивизиона ОАЭ «Аджман» (5:0). 23 января 2008 года ЦСКА вошёл в Ассоциацию европейских клубов, футбольную организацию, пришедшую на смену G-14. 27—30 января клуб принял участие в розыгрыше Кубка Первого канала. Первый матч против донецкого «Шахтёра» завершился со счётом 3:1 в пользу горняков, за армейцев единственный гол забил Игнашевич. Матч против местного «Бейтара» также завершился поражением ЦСКА 0:1. 17 мая команда выиграла Кубок России, обыграв пермский «Амкар». По ходу матча ЦСКА отыгрался со счёта 0:2 и победил по пенальти.
В связи с проведением Евро-2008 чемпионат России был прерван после 11-го тура. На чемпионат Европы в составе сборной отправились пять футболистов ЦСКА: Акинфеев, В. Березуцкий, А. Березуцкий, Игнашевич, Жирков. По результатам соревнования сборная России завоевала бронзовые медали, а Юрий Жирков вошёл в символическую сборную турнира.
В летнее межсезонье команду покинул бразильский нападающий Жо, перешедший в английский клуб «Манчестер Сити» за 18 миллионов фунтов. Жо за два с половиной сезона в ЦСКА провёл в общей сложности 77 матчей, в которых забил 44 мяча.
8 июля президент ЦСКА Евгений Гинер объявил об уходе в конце сезона главного тренера армейцев Валерия Газзаева.
12 июля ЦСКА, в рамках 13 тура чемпионата России, в принципиальнейшем матче одержал убедительную победу со счётом 5:1 над «Спартаком». Это поражение для «Спартака» стало самым крупным в чемпионатах России. По мнению эксперта газеты «Спорт-Экспресс», в «баннерной войне» также победили армейцы. По окончании первого круга команда заняла 7-е место, что являлось худшим результатом последних лет. После победы над «Спартаком» последовала серия неудачных матчей, в которых армейцы потерпели одно поражение и четыре матча сыграли вничью, причём три матча закончились со счётом 0:0. Безголевая серия была прервана в 1/16 Кубка России 2008—2009, в выездном матче против владимирского «Торпедо», который закончился со счётом 1:4.
В 22-м туре чемпионата ЦСКА в гостевом матче со счётом 3:1 обыграл действующего чемпиона — петербургский «Зенит». Эта победа стала для москвичей 250-й в чемпионатах России.
В 27-м туре чемпионата России армейцы принимали в «Лужниках» «Спартак Москва». В этом матче армейцы впервые за семь с половиной лет проиграли красно-белым — 0:1. Гол в ворота Игоря Акинфеева на 56-й минуте был забит Никитой Баженовым. На 86 минуте жёлтую карточку получил Юрий Жирков, а позже, за спор с судьёй, — красную карточку. В 29-м туре чемпионата армейцы обыграли 4:0 в «Лужниках» казанский «Рубин», который досрочно оформил своё чемпионство. ЦСКА завоевал серебряные медали чемпионата России и обеспечил себе выход в групповой этап Лиги чемпионов, отстав от «Рубина» — на 4 очка.

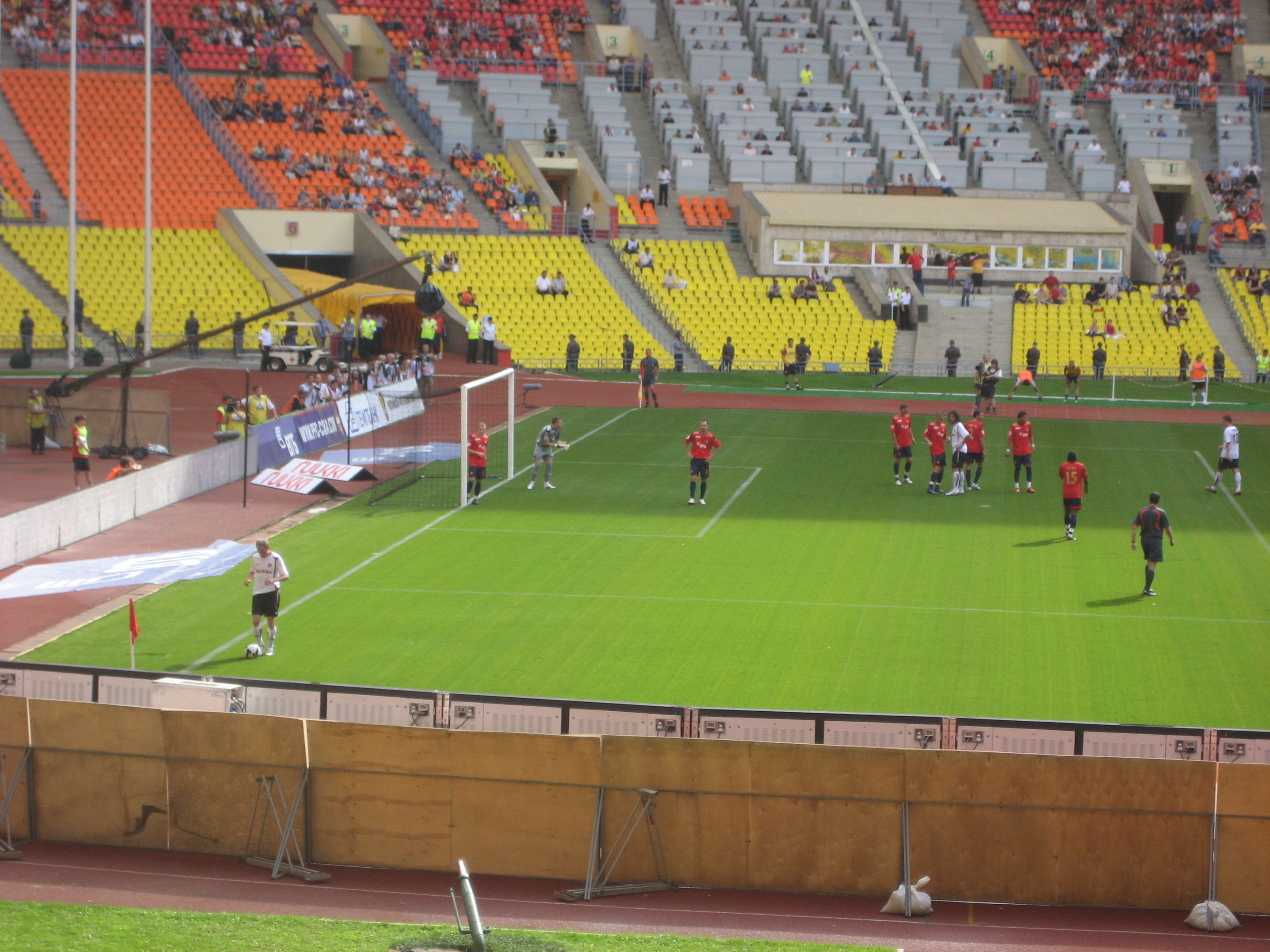
«Москва»—ЦСКА

Символ ЦСКА

Еврокубковая осень для ЦСКА началась 18 сентября 2008 года с гостевого матча первого раунда Кубка УЕФА против хорватского клуба «Славен», игра закончилась со счётом 2:1 в пользу армейцев, в ответном матче, который проходил 30 сентября в Москве, ЦСКА победил со счётом 1:0, автором единственного гола в игре стал Алексей Березуцкий. По результатам жеребьёвки ЦСКА попал в группу «H» группового раунда кубка вместе с французским клубом «Нанси», испанским «Депортиво», голландским «Фейеноордом», а также польским «Лехом». В первом матче группового раунда против «Депортиво» ЦСКА победил со счётом 3:0, голы забили Алан Дзагоев (9', 12') и Вагнер Лав (61'). Второй матч состоялся 6 ноября в Роттердаме против «Фейеноорда». Несмотря на сомнительное судейство и грубость соперника, ЦСКА победил со счётом 3:1. В следующем матче 27 ноября армейцы обыграли «Лех» со счётом 2:1, голы забили Дзагоев и Жирков. Эта победа гарантировала россиянам выход из группы. В заключительной игре группового этапа 5 декабря в городе Нанси ЦСКА также одержал победу 4:3. Таким образом, ЦСКА в рамках группового этапа Кубка УЕФА 2008/09 в четырёх матчах одержал четыре победы с разницей мячей 12—5. На послематчевой пресс-конференции Валерий Газзаев объявил о своей отставке с поста главного тренера.
По итогам сезона 2008 в список 33 лучших футболистов чемпионата России вошли семь армейцев: Акинфеев, Игнашевич, Жирков, Вагнер и Красич под № 1, А. Березуцкий под № 2, В. Березуцкий и Дзагоев под № 3, кроме того, Юрий Жирков был признан лучшим футболистом России.
В конце декабря 2008 года команда обзавелась официальным символом — конём. Таким образом, ЦСКА стал первым клубом в России, у которого появился свой персонаж.

### 2009—2018. Эпоха «стабильности»

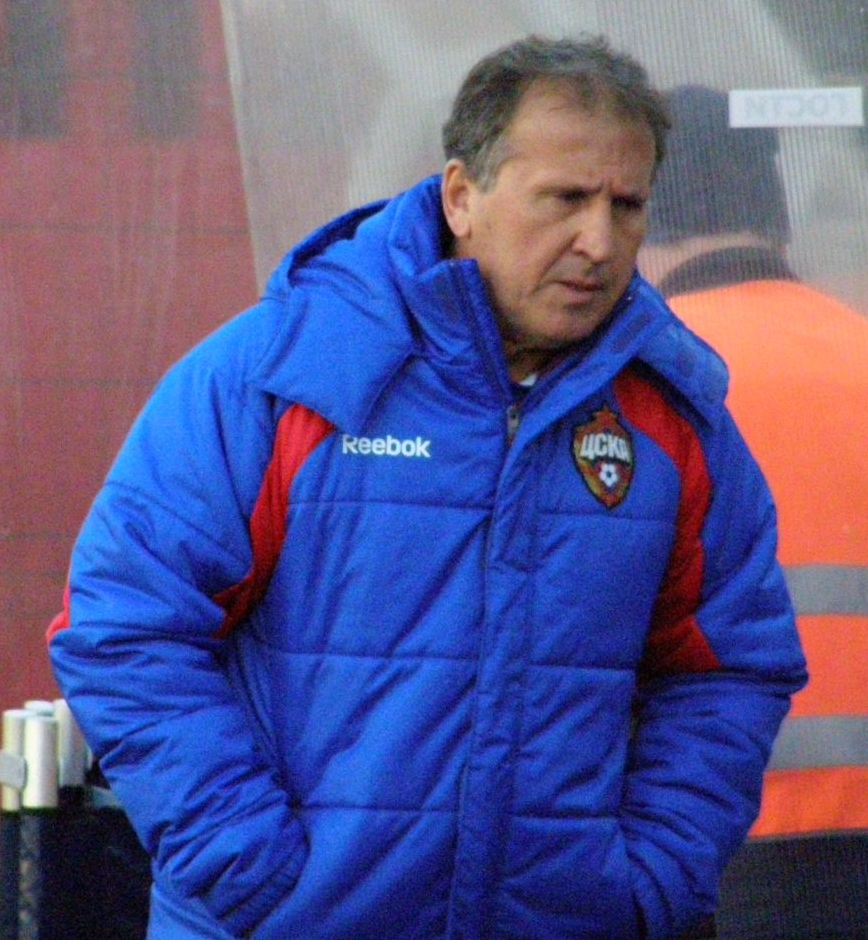
Зико — главный тренер ЦСКА в начале сезона-2009.

9 января 2009 года вместо уволившегося Газзаева ЦСКА возглавил бразильский специалист Зико, под руководством которого команда начала подготовку к весенним еврокубковым матчам на сборах в Израиле и Турции. 18 февраля ЦСКА в первом матче 1/16 финала Кубка УЕФА сыграл вничью 1:1 с «Астон Виллой». В ответном матче сильнее оказались армейцы 2:0. Следующий евротур ЦСКА провёл дома с будущим победителем турнира — донецким «Шахтером». Матч прошёл при равной игре обеих команд, но победил ЦСКА со счётом 1:0, за счёт реализованного Вагнером пенальти. В ответной игре ЦСКА уступил со счётом 0:2 и выбыл из розыгрыша кубка.
Сезон-2009 в России армейцы начали с победы. В рамках Суперкубка России со счётом 2:1 был повержен казанский «Рубин». Первую половину восемнадцатого чемпионата России ЦСКА провёл неровно, в пятнадцати матчах команда одержала семь побед и потерпела пять поражений. Из семи побед три были одержаны с крупным счётом, а большинство проигранных матчей завершились с минимальной разницей.
В Кубке России 2008/09 годов ЦСКА выступал более удачно. В четвертьфинале был обыгран московский «Локомотив», а в полуфинале, по пенальти, «Динамо». В финале турнира «красно-синие» встретились с «Рубином», который обыграли с минимальным счётом, единственный гол во встречи забил Евгений Алдонин. Таким образом, ЦСКА завоевал свой пятый кубок за семь лет, а трофей навечно остался у ЦСКА.
В летнее межсезонье команду покинули ряд лидеров. Переход Юрия Жиркова в «Челси» и лучшего бомбардира прошлого сезона — Вагнера Лав, отданного на год в аренду бразильскому клубу «Палмейрас», существенно ослабил команду, которая, потерпев три поражения в шести следующих матчах, практически потеряла шансы занять первое место по итогам сезона. 10 сентября 2009 года Зико на посту главного тренера ЦСКА сменил Хуанде Рамос, который проработал в команде всего полтора месяца. Под его руководством клуб играл очень нестабильно, чередуя крупные победы с поражениями. 26 октября клуб расторгнул контракт с Рамосом. Новым главным тренером ЦСКА был назначен Леонид Слуцкий.
Первый матч с Леонидом Слуцким ЦСКА провёл против «Терека» (1:0). 21 ноября ЦСКА встречался со «Спартаком». Для обеих команд с точки зрения турнирного положения эта игра была крайне важна. Красно-белые, в случае своей победы, сохраняли шансы на завоевание золотых медалей чемпионата, а красно-синим очки были нужны для попадания в зону еврокубков. При счёте 2:2 за минуту до конца основного времени матча Томаш Нецид пробил из-за пределов штрафной и принёс своей команде победу — 2:3, лишив тем самым красно-белых надежды на чемпионство. В заключительном туре ЦСКА обыграл подмосковный «Сатурн» со счётом 3:0 и занял по итогам сезона пятое место, что является худшим показателем команды с 2001 года. В Лиге чемпионов, где перед ЦСКА была поставлена задача выхода в 1/8 финала, дела также обстояли не лучшим образом — армейцы проиграли «Вольфсбургу» (1:3) и «Манчестер Юнайтед» (0:1), и даже с учётом победы над «Бешикташем» (2:1) выход из группы стал крайне маловероятен. Тем не менее последующие игры с «Манчестером» и «Вольсфбургом» сделали шансы на выход в плей-офф более осязаемыми, и в итоге, одержав выездную победу над «Бешикташем» со счётом 2:1, ЦСКА вышел в 1/8 финала, благодаря победе «Манчестера» над «Вольфсбургом» со счётом 3:1. Таким образом, осенью 2009 года ЦСКА впервые в своей истории вышел из группового раунда Лиги чемпионов. По итогам жеребьёвки 1/8 финала соперником армейцев стала испанская «Севилья».

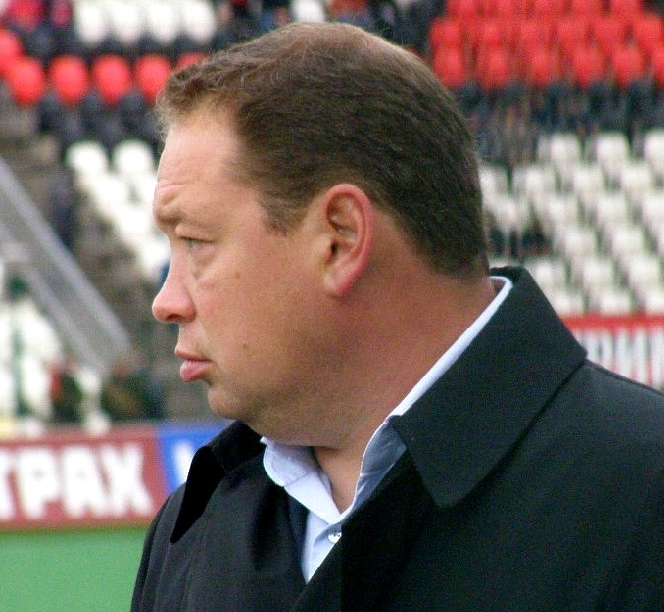
Леонид Слуцкий — главный тренер ЦСКА с 26 октября 2009 года.

В зимнее межсезонье к команде присоединились Сергей Чепчугов, Кирилл Набабкин и Кейсукэ Хонда, ставший первым японцем в РФПЛ.

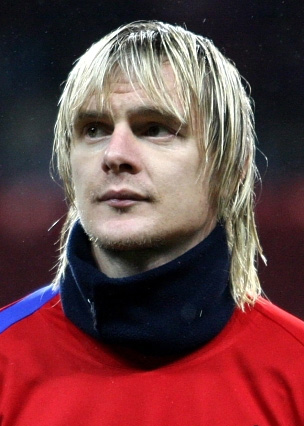
Милош Красич — за пять сезонов, проведённых в ЦСКА, провёл 229 матчей, в которых забил 33 гола.

24 февраля в Лужниках в рамках 1/8 финала Лиги чемпионов ЦСКА принимал испанскую «Севилью». Матч завершился ничьей со счётом 1:1, за ЦСКА на 66 минуте дальним ударом отличился Марк Гонсалес. 16 марта в ответном матче усилиями Томаша Нецида и Кейсуки Хонды армейцы добились победы. Соперником ЦСКА в 1/4 финала стал итальянский «Интер». Оба матча закончились со счётом 1:0 в пользу «Интера». В матче за Суперкубок России ЦСКА второй год подряд встречался с казанским «Рубином». В нём армейцы проиграли, единственный гол забил Александр Бухаров. До перерыва на чемпионат мира армейцы провели одиннадцать матчей, в которых одержали семь побед и потерпели два поражения, а в двух играх команда сыграла вничью. Летом ЦСКА усилился тремя футболистами: нападающими Сейду Думбия, контракт с которым был подписан ещё зимой, вернувшимся из годовой аренды Вагнером и полузащитником Зораном Тошичем Покинули команду семь футболистов, среди которых были бразилец Гильерме, вернувшийся в киевское «Динамо», и серб Милош Красич перешедший в туринский «Ювентус» за 15 млн евро. С 10 июля вновь стартовал чемпионат России. В первом матче ЦСКА встретился с подмосковным «Сатурном», с которым сыграл вничью (1:1). Первый круг армейцы завершили гостевой победой в столичном дерби с московским «Спартаком». В стартовом составе ЦСКА на поле вышли двое новичков Сейду Думбия и Зоран Тошич, а также вернувшийся из аренды Вагнер Лав. Матч закончился со счётом 2:1.
Во втором круге клуб потерпел лишь одно поражение, но из-за многочисленных ничьих не смог обогнать «Зенит» и занял в чемпионате второе место. 20 ноября 2010 года ЦСКА досрочно стал серебряным призёром чемпионата России, в меньшинстве переиграв на своём поле московский «Спартак» со счётом 3:1. По ходу чемпионата, в матче против «Томи», свой 100-й гол за армейцев забил Вагнер Лав, установив тем самым абсолютный рекорд по результативности среди легионеров в России.

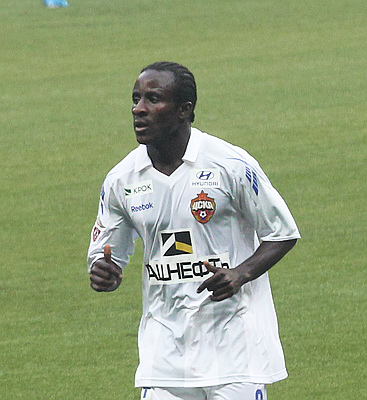
Сейду Думбия. Игра ивуарийского нападающего стала одним из главных открытий чемпионата России 2010 года.

Свой путь в Лиге Европы ЦСКА начал с победы в раунде плей-офф над кипрским «Анортосисом» (4:0 дома и 2:1 в гостях). После жеребьёвки ЦСКА оказался в «группе F», а его соперниками стали итальянский «Палермо», чешская «Спарта» и швейцарская «Лозанна». Команда уверенно заняла первое место в квартете и вышла в 1/16 финала, где её соперником стал греческий ПАОК. 18 февраля 2011 года армейцы победили соперников на выезде со счётом 1:0, а дома ЦСКА добился ничьи 1:1 и пробился в следующую стадию. В 1/8 финала с «Порту» ЦСКА дважды проиграл: сначала 0:1, а затем 1:2 и выбыл из борьбы за титул.
22 мая ЦСКА завоевал 6-й Кубок России в своей истории, обыграв владикавказскую «Аланию» со счётом 2:1 и став единоличным лидером по этому показателю. Таким образом, ЦСКА выиграл единственный оставшийся трофей, разыгрывающийся в год столетия клуба.
Чемпионат России 2011/2012 годов армейцы начали хорошо и после первого круга чемпионата расположились на первом месте турнирной таблицы, потерпев лишь одно поражение от московского «Спартака». К началу второго круга ЦСКА был явным фаворитом в борьбе за чемпионство, однако поражения от «Зенита» (0:2) и «Динамо» (0:4), а также регулярные травмы основных футболистов осложнили задачу команде. 28 августа в дерби со «Спартаком» серьёзную травму получил основной вратарь Игорь Акинфеев. Для возмещения потери был арендован у «Анжи» Владимир Габулов, ранее уже выступавший за ЦСКА.
В новом кубковом сезоне ЦСКА вылетели из турнира уже в 1/16 финала, где армейцам противостоял «Волгарь-Газпром»: 0:1.
В начале группового этапа Лиги чемпионов армейцам противостоял французский «Лилль». По ходу встречи «Лилль» вёл со счётом 2:0, однако в конце второго тайма ЦСКА удалось забрать преимущество и благодаря дублю Думбия сравнять счёт. В матче второго тура против «Интера» армейцы потерпели поражение 2:3. Первую победу в турнире армейцы одержали над турецким «Трабзонспором» (3:0), что позволило им продолжить борьбу за выход в плей-офф. В этом матче свой первый гол за ЦСКА забил Александр Цауня. Однако ответная встреча завершилась со счётом 0:0, а Думбия получил красную карточку. В ответном матче с «Лиллем» армейцы потерпели поражение 0:2 и практически лишились шансов попасть в плей-офф. Однако гостевая победа над «Интером» 2:1, а также ничья «Лилля» и «Трабзонспора» (0:0) вывели ЦСКА в 1/8 финала. В плей-офф армейцев свёл жребий с мадридским «Реалом». В зимнее трансферное окно ЦСКА усилился нигерийцем Ахмедом Мусой и шведом Понтусом Вернблумом, а Вагнер Лав был продан во «Фламенго», был расторгнут контракт с защитником Чиди Одиа. 21 февраля 2012 года первый матч 1/8 Лиги чемпионов против «Реала» завершился со счётом 1:1. В ответном матче ЦСКА уступил со счётом 1:4 и покинул турнир. В весенней части чемпионата ЦСКА выступал плохо, выиграв лишь три матча из двенадцати и заняв по итогам первенства третье место, что не давало армейцам путёвку в Лигу чемпионов. Нападающий «армейцев» Сейду Думбия стал лучшим бомбардиром чемпионата, забив 28 голов.
В летнее межсезонье команду покинули опорные полузащитники Дейвидас Шемберас и Евгений Алдонин. Пополнилась же команда защитником Марио Фернандесом и полузащитником Расмусом Эльмом.
23 августа 2012 года первый матч против клуба АИК армейцы выиграли со счётом 1:0, но в следующем матче проиграли 0:2, имея преимущество на протяжении всего матча. В первом круге чемпионата армейцы потерпели только четыре поражения. В зимнее трансферное окно, в связи с финансовыми трудностями «Фламенго», в команду вернулся нападающий Вагнер Лав, который выступал за армейский клуб с 2004 по 2011 год.

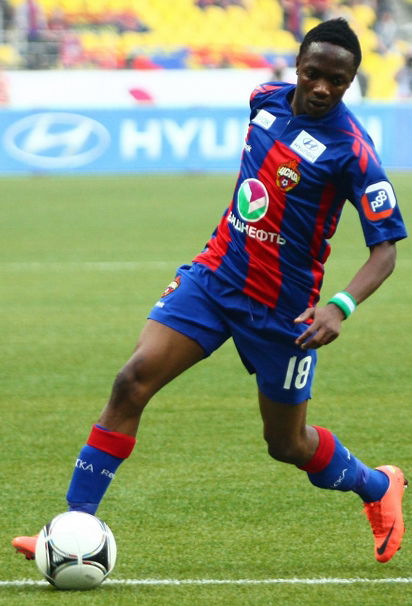
Ахмед Муса — один из ведущих игроков ЦСКА в чемпионском сезоне 2012/2013

Неплохо проведя концовку чемпионата, 18 мая 2013 года ЦСКА принимал на своём поле «краснодарскую Кубань», и в этом матче армейцы досрочно оформили четвёртое чемпионство в чемпионате России. 1 июня 2013 года в финале Кубка России в Грозном команда обыграла «Анжи» и взяла второй трофей в сезоне.
В июле 2013 года ЦСКА купил лучшего футболиста Болгарии 2012 года Георгия Миланова за 2,7 млн евро у «Литекса». А в последний день трансферного окна армейцы приобрели бразильского нападающего «Ботафого» Витиньо, который провёл неплохой отрезок в Бразилии. Из клуба же за это время ушёл ряд футболистов, которые не смогли себя проявить или попасть в основную обойму — в основном это стали аренды или трансферы в клубы, значительно уступающие армейцам в классе. Покинул клуб и Вагнер Лав, перейдя в китайский «Шаньдун Лунэн». 13 июля в матче за Суперкубок России армейцы уверенно выиграли у «Зенита» со счётом 3:0. Голами отметились Кэйсукэ Хонда (дубль) и Сергей Игнашевич.
Новый чемпионат ЦСКА начал активно и лидировал в 6—8 турах, однако затем результаты ухудшились. Перед зимним перерывом ЦСКА занимал 5-е место с солидным отставанием от лидеров и выбыл из розыгрыша Лиги чемпионов, заняв последнее место в группе D. Во время зимнего трансферного окна не был приобретён ни один футболист и по свободному трансферу ушёл Кейсуке Хонда в итальянский «Милан». Весенний этап чемпионата-2013/14 клуб начал с поражения от «Динамо», но затем же последовала 10-матчевая выигрышная серия, завершившаяся матчем с московским «Локомотивом», в котором и решалась судьба чемпионства. Матч закончился со счётом 1:0 в пользу «армейцев» и ЦСКА в пятый раз стал чемпионом России, и в 12-й раз чемпионом страны (с учётом побед в чемпионатах СССР), обойдя по этому показателю «Динамо» (Москва) и уступая лишь «Спартаку». Сейду Думбия стал лучшим бомбардиром команды (20 голов во всех соревнованиях) и турнира (18 забитых мячей), был признан игроком сезона по версии тренеров команд РФПЛ, а Игорь Акинфеев обошёл Льва Яшина по количеству «сухих матчей» — их стало 204

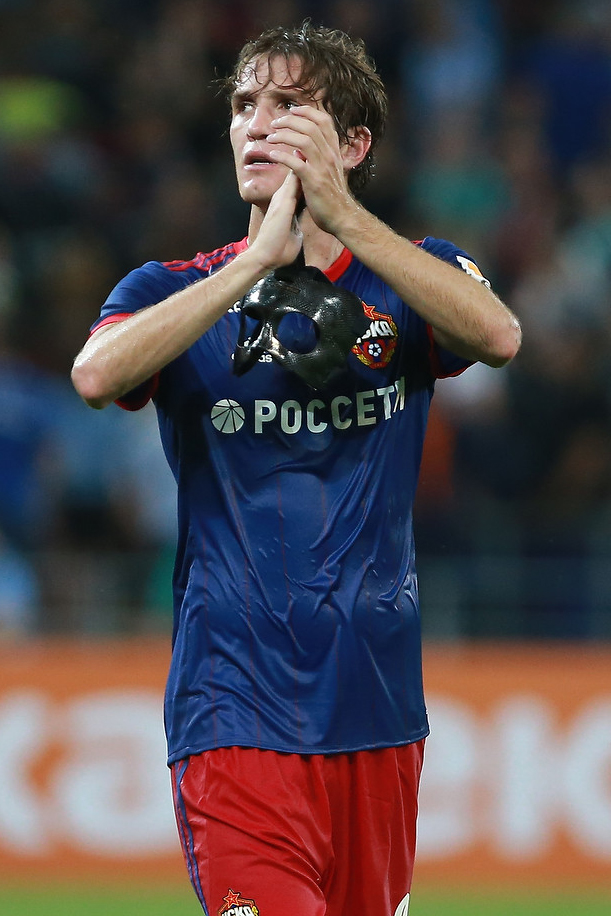
Марио Фернандес

Сезон-2014/15 начался для ЦСКА с победы в Суперкубке России — был обыгран победитель Кубка России «Ростов» со счётом (3:1). Первые три игры нового чемпионата ЦСКА выиграл и тем самым установил новый рекорд чемпионатов России, одержав 13 побед подряд (с учётом прошлого сезона), улучшив свой же рекорд сезона-1998, когда команда выиграла 12 матчей подряд. В летнее трансферное окно команду пополнили нападающий Кирилл Панченко, перешедший из «Томи», а также полузащитники Бибрас Натхо и Роман Ерёменко перешедшие из «ПАОК» и «Рубина» соответственно. В очередном розыгрыше Лиги чемпионов ЦСКА попал в «группу смерти» и снова сыграл с «Баварией» и «Манчестер Сити», а также с «Ромой» — клуб снова закончил турнир на групповой стадии, но смог сыграть вничью дома (2:2) и выиграть в гостях (1:2) у «Манчестер Сити». В зимнее трансферное окно команду покинул Сейду Думбия (перешёл в «Рому»), были расторгнуты контракты с Томашом Нецидом, Расмусом Эльмом и Марком Гонсалесом, а Витиньо и Базелюк были отданы в аренду. Весной у «армейцев» начался спад из-за которого команда вылетела из Кубка России на стадии полуфинала и заняла лишь второе место в чемпионате, которое давало путёвку в 3-й квалификационный раунд Лиги чемпионов.
В третьем раунде квалификации Лиги чемпионов ЦСКА прошёл пражскую «Спарту» (2:2; 3:2). 7 августа 2015 года тренер ЦСКА Леонид Слуцкий занял пост тренера сборной России, продолжив работать с клубом. Слуцкий стал шестым тренером армейцев, который возглавил сборную страны. Вернув Сейду Думбия в клуб на правах аренды, ЦСКА смог пройти в групповую стадию Лиги чемпионов, обыграв «Спортинг» по итогам двух матчей (1:2; 3:1) и одержал 7 побед подряд на старте сезона в РФПЛ, общая серия без поражений в новом сезоне составила 14 матчей. Жеребьёвка Лиги чемпионов снова свела ЦСКА с «Манчестер Юнайтед» и «Вольфсбургом», как в Лиге чемпионов в сезоне-2009/10, а четвёртой командой группы стал ПСВ. Ноябрь и декабрь оказались провальными для команды — ни одной победы в четырёх играх в чемпионате России и в трёх в Лиге чемпионов: как итог, перед зимним перерывом команда имела лишь 3 очка преимущества над идущим вторым «Ростовом» и вылетела из розыгрыша Лиги чемпионов. В зимнее трансферное окно клуб пополнился российскими полузащитниками Романом Широковым и Сергеем Ткачевым, а также нигерийским форвардом Аароном Оланаре, отдав ряд молодых игроков в аренды в другие клубы. 21 мая ЦСКА стал чемпионом России, выиграв в 30-м туре в Казани у «Рубина» со счётом 1:0. Автором «золотого гола» стал Алан Дзагоев. Но в финале Кубка России клуб проиграл «Зениту» со счётом 1:4, установив антирекорд по количеству пропущенных голов в финале этого турнира.
Летом ЦСКА провёл довольно скромную трансферную кампанию, арендовав Алексея Ионова и Ласина Траоре, а также вернув из аренды Миланова и Страндберга, однако ни один из игроков не смог усилить игру команды. Открытие сезона для ЦСКА прошло с неудачей в матче за Суперкубок России, в котором армейцы с минимальным счётом 0:1 вновь уступили «Зениту». Новый сезон ЦСКА начал пятью выездными матчами, что обусловлено завершением строительства нового стадиона «Арена ЦСКА». Первый матч на нём «армейцы» провели 10 сентября против «Терека» и победили со счётом 3:0. Первый гол на новой арене забил Ласина Траоре. Открытие нового стадиона не помогло команде успешно выступать, поскольку к концу года она располагалась лишь на третьем месте в чемпионате и вылетела на ранней стадии из Кубка России. В Лиге чемпионов ЦСКА достались «Байер», «Монако» и «Тоттенхэм», однако на групповом этапе армейцы вновь заняли лишь четвёртое место, не сумев одержать ни одной победы. Ситуацию в команде усугубляли постоянные травмы игроков, а также дисквалификация одного из лидеров Романа Ерёменко. В декабре стали появляться слухи о возможном уходе Слуцкого из ЦСКА, а уже 6 декабря эту информацию подтвердил сам тренер. На следующий день состоялся последний матч под руководством Слуцкого: со счётом 1:3 ЦСКА уступил «Тоттенхэму».
12 декабря 2016 года ЦСКА возглавил Виктор Гончаренко (ранее работавший в штабе команды), подписав контракт с клубом сроком на два года. В условиях финансовой экономии ЦСКА вернул из аренды защитника Виктора Васина и полузащитника Витиньо, который сразу же стали основными игроками команды, а бразилец и вовсе одним из её лидеров. ЦСКА удалось провести весеннюю часть чемпионата довольно уверенно, уступив лишь раз в дерби «Спартаку» и занять по итогам чемпионата второе место.
Новый сезон 2017/2018 ЦСКА начал неровно — смог преодолеть два раунда квалификации Лиги чемпионов, одолев греческий АЕК и швейцарский «Янг Бойз», выиграв все игры против них и не пропустив ни одного гола; но проиграл 3 домашних игры в чемпионате в июле и августе, при этом впервые победив «Спартак» на новой домашней арене — 2:1. Летнее межсезонье обошлось без трансферных приобретений, и клуб покинули Зоран Тошич, Сергей Чепчугов и ряд молодых игроков, в том числе ушедших в аренду. В групповом этапе Лиги чемпионов клуб смог одержать 3 победы (над «Бенфикой» в гостях (1:2) и дома (2:0) и над «Безелем» в гостях (1:2)), но смог попасть только в плей-офф Лиги Европы, где смог дойти до 1/4 финала, где уступил «Арсеналу» (Лондон) (1:4; 2:2). К зимнему перерыву ЦСКА занимал 5 место в чемпионате после 20 игр, а команду в межсезонье снова пополнил Ахмед Муса (в аренде из «Лестера») и ряд молодых игроков. Весной клуб смог добавить и в итоге занял 2-е место, опередив в последнем туре московский «Спартак», и попал напрямую в групповой этап Лиги чемпионов.

### С 2018. Смена поколения
После окончания сезона-2017/18 завершили карьеры Алексей и Василий Березуцкие, Сергей Игнашевич вошёл в тренерский штаб команды, закончились контракты у Понтуса Вернблума, Бибраса Натхо и Георги Миланова, был продан в «Монако» за 30 млн € Александр Головин, вернулся в Бразилию Витиньо. Команда начала «строиться» заново — впервые за несколько сезонов была проведена масштабная кампания по приглашению футболистов, преимущественно молодых, на которых суммарно потратили не более 10 млн €. Команду пополнили исландцы Хёрдур Магнуссон и Арнор Сигурдссон, арендован у «Эвертона» Никола Влашич, бесплатно пришёл Абель Эрнандес, появились молодые российские игроки Ильзат Ахметов и Иван Обляков, вернулись из аренды и стали играть в команде Никита Чернов и Дмитрий Ефремов.
В Лиге чемпионов 2018/19 годов ЦСКА попал в одну группу с «Реалом», «Ромой» и «Викторией Пльзень». Самое начало сезона-2018/19 вышло нестабильным — обилие травм и несыгранность молодых игроков дали о себе знать. Однако с начала августа по начало октября 2018 года ЦСКА выдал серию из 9 игр подряд без поражений (5 побед, 4 ничьих) в чемпионате и Лиге чемпионов — в этом промежутке был обыгран «Реал» (1:0) и сыграна ничья со «Спартаком» (1:1). Однако в октябре команда проиграла 4 матча из 5, в том числе дома прямым конкурентам за медали — «Локомотиву» и «Краснодару». На зимнее межсезонье ЦСКА ушёл третьим в таблице РПЛ, но вылетел из Лиги чемпионов, несмотря на то, что дважды обыграл «Реал» (1:0; 3:0).
13 декабря 2019 года стало известно о переходе 75 % акций футбольного клуба под контроль государственного ВЭБа в рамках конвертации задолженности перед этой структурой (возникшей из-за кредита в 280 млн долл. на строительство стадиона). По словам главы банка Игоря Шувалова, ВЭБ надеется найти для ЦСКА новых инвесторов. 22 апреля 2020 года банк в рамках завершения конвертации долга клуба приобрёл 77,63 % его акций за 18 млрд руб. (230 млн евро). Также был сформирован новый наблюдательный совет, куда вошли четыре представителя ВЭБ (член наблюдательного совета ВЭБ.РФ и помощник президента России Максим Орешкин, старший вице-президент правового блока ВЭБ.РФ Игорь Краснов, вице-президент аппарата председателя ВЭБ.РФ Александр Чеботарев и председатель комитета ВЭБ.РФ по городской экономике Александр Плутник, который в декабре 2020 года покинул Совет) и трое представителей ЦСКА (президент клуба Евгений Гинер, гендиректор ЦСКА Роман Бабаев и гендиректор Mail.ru Group и болельщик команды Борис Добродеев). Управление клубом осталось за Евгением Гинером.
23 февраля 2022 года ЦСКА попал под американские санкции как актив банка ВЭБ.

## Клубные цвета и форма

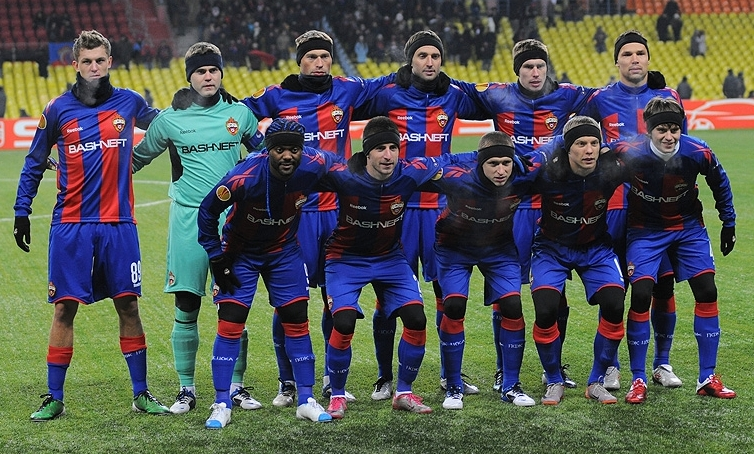
Форма ЦСКА в 2011 году

В первом официальном матче, который прошёл 14 (27) августа 1911 год против команды «Вега», футболисты ОЛЛС играли в тёмно-синих футболках и белых трусах. С того времени и до 1938 года эта цветовая гамма являлась официальным цветом команды. В сезоне 1939 официальные цвета клуба изменились на красно-синие, которые с тех пор не менялись. Красный цвет обозначал принадлежность футбольного клуба к Советской армии. Про появление синего цвета на форме армейцев информации нет, тем не менее этот цвет был широко распространён в футбольной и околофутбольной атрибутике армейцев — на футбольной форме, на эмблемах, флагах. Так на эмблеме ОППВ красная звезда находится в центре синего фона. С того времени классическим вариантом формы футболистов армейского клуба становится красная футболка с эмблемой у сердца и синие трусы.
В дальнейшем команда не всегда придерживалась основных цветов. При Бескове (1961—1962) команда часто играла в белых цветах, а в середине 1960-х провела несколько матчей в чёрной форме. После того как в 1977 году клуб возглавил Всеволод Бобров, форма снова стала красно-синей.
С конца 1970-х и до начала 1990-х футболисты ЦСКА играли преимущественно в красно-белых цветах.
Начиная с конца 1980-х, из-за нехватки денег, у команды не было стандартной формы. Эта ситуация тянулась целое десятилетие. Одно время футболисты заимствовали комплект формы у одноклубников-гандболистов.
В конце тысячелетия команда стала играть в форме с красно-синими вертикальными полосками и синими трусами. Гостевая форма стала полностью белой, позднее с одной красно-синей вертикальной полосой по центру или левой стороне футболки. В этой форме армейцы выступали вплоть до 2003 года включительно. В следующем сезоне в клубе появилась новая форма — красная футболка и тёмно-синие трусы, которая сохранилась до сих пор. В качестве гостевой формы футболисты ЦСКА используют белую, золотую и чёрную формы, впрочем, две последние использовались считанное число раз.
В сезонах 2007—2008 домашние матчи команда проводила в красных футболках и тёмно-синих трусах, а в качестве запасной формы в основном использовала сочетание золотых гетр и футболки с тёмно-синими трусами.
В сезоне 2009 ЦСКА выступал в новой форме от Reebok — традиционные синие трусы и красные футболки, а гостевую и резервную формы добавляла красно-синяя полоса от левого плеча сзади до правого спереди.
В сезоне 2010 команда играла в форме Reebok с пятью красно-синими вертикальными полосками и синими трусами. Гостевая форма была выполнена в белом цвете также с пятью вертикальными полосками, светло-серыми. Резервный комплект — в чёрном, с пятью тёмно-серыми вертикальными полосками. В июне 2012 ЦСКА объявил о подписании контракта с новым техническим спонсором компанией Adidas.
В сезоне 2018/2019 команда вернулась к экипировке от Umbro. В 2019 году стало известно, что контракт продлён не будет. Руководство «армейцев» осталось крайне недовольным в связи с ситуацией с задержкой презентации игровой формы на сезон-2019/20, которую по вине фабрики представили лишь в сентябре.
В сезоне 2020/21 экипировщиком команды стала испанская фирма Joma.

### Форма

#### Домашняя
| 2002    | 2003    | 2005    | 2009    | 2011/12 | 2012/13 | 2013/14 | 2014/15 | 2015/16 | 2016/17 | 2017/18 |  |
| 2018/19 | 2019/20 | 2020/21 | 2021/22 | 2022/23 | 2023/24 | 2024/25 |         |         |         |         |  |

#### Гостевая
| 2002    | 2003    | 2005    | 2009    | 2011/12 | 2012/13 | 2013/14 | 2014/15 | 2015/16 | 2016/17 | 2017/18 |  |
| 2018/19 | 2019/20 | 2020/21 | 2021/22 | 2022/23 | 2023/24 | 2024/25 |         |         |         |         |  |

#### Резервная
| 2009 | 2011/12 | 2012/13 | 2018/19 | 2020/21 | 2021/22 | 2022/23 | 2023/24 | 2024/25 |

### Экипировка
| Годы спонсорства                      | Поставщик экипировки |
| ------------------------------------- | -------------------- |
| 1980—1988, 1990; 1997—1999; 2012—2018 | Adidas               |
| 1989                                  | Blacky Switzerland   |
| 1991—1994; 2000—2008; 2018—2020       | Umbro                |
| 1995—1996                             | Nike                 |
| 2009—2012                             | Reebok               |
| 2020—2025                             | Joma                 |
| 2025—н. в.                            | Primera              |

## Статистика выступлений

### Молодёжная команда
В российский период молодёжная команда ЦСКА выступала в турнире дублёров РФПЛ (с 2001 по 2007 года) и молодёжном первенстве (с 2008 года по настоящее время). За это время команда добилась следующих результатов:
- Турнир дублёров РФПЛ
  - Чемпион: 2005
  - 2-е место: 2004, 2006, 2007
  - 3-е место: 2003
- Молодёжная футбольная лига
  - Чемпион: 2018/19, 2020/21, 2021/22, 2024
  - 2-е место: 2013/14, 2016/17, 2017/18, 2019/20
  - 3-е место: 2008, 2011, 2011/12, 2012/13, 2015/16, 2022/23

Футболисты ЦСКА становились лучшими бомбардирами молодёжного первенства]:
- Сергей Самодин — 13 голов в сезоне 2004 года
- Сергей Правосуд — 19 голов в сезоне 2005 года
- Илья Востриков — 17 голов в сезоне 2020/21 года
- Дмитрий Коверов — 13 голов в сезоне 2024 года

Несколько раз команда выступала в Юношеской лиге УЕФА. Наивысшими достижениями стали:
- 1/8 финала против «Пари Сен-Жермен» в сезоне 2013/14;
- 1/4 финала против «Бенфики» в сезоне 2016/17.

Тимур Жамалетдинов является лучшим бомбардиром команды в этом турнире: 13 голов в 21 матче.

## Происхождение прозвища
Существует несколько версий о происхождении прозвища команды, по одной из них, своим прозвищем, «кони», команда обязана тому, что ранее на месте стадиона «Песчаный» располагались конюшни московского ипподрома. По другой версии, прозвище появилось из-за того, что база команды располагалась на месте бывшей конюшни князей Юсуповых.

## Стадионы
До открытия «ВЭБ Арены» в сентябре 2016 года армейский клуб проводил домашние матчи во всех соревнованиях на 37 стадионах в 24 городах, в том числе и за рубежом — в розыгрыше Лиги чемпионов 1992/1993 домашними стадионами ЦСКА являлись немецкие «Рурштадион» (Бохум) и «Олимпиаштадион» (Берлин). Больше всего матчей было проведено на семи московских стадионах: «Динамо» (1937—2008, 601 игра), «Лужники» (1956—2013, 279 игр), «Песчаное» им. Григория Федотова (1974—2001, 121 игра), ЛФК ЦСКА (1980—1993, 65 игр), «Локомотив» (1936—2008, 56 игр), «Торпедо»/имени Стрельцова (1982—2013, 47 игр), ЦДКА (1936—1939, 10 игр) и на подмосковной «Арене Химки» (2010—2016, 95 игр) — 1274 из 1325 игр (96,15 %). На остальных 29 стадионах был проведён 51 домашний матч.

### «ВЭБ Арена»

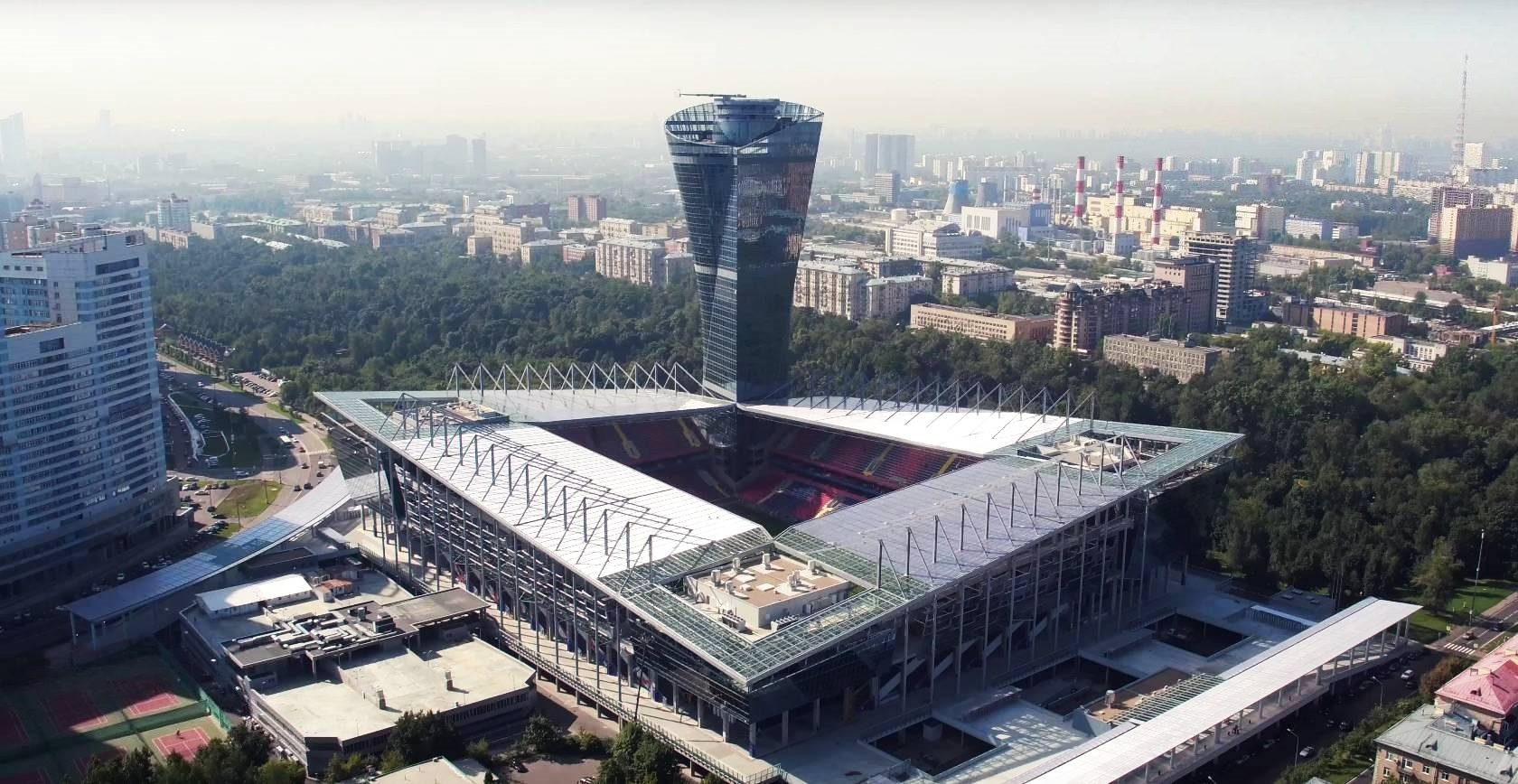
Арена ЦСКА на Третьей Песчаной улице в Москве.

19 мая 2007 года произошла церемония закладки первого камня нового стадиона ПФК ЦСКА. Первый камень был заложен на месте старого стадиона ЦСКА. На церемонии присутствовали мэр Москвы Юрий Лужков и президент клуба Евгений Гинер. Строительство стадиона началось 9 декабря 2007 года. Первоначально сроком окончания строительства был указан 2008 год, однако из-за того, что на подготовку документации на строительство потребовалось большое количество времени, срок сдачи стадиона был перенесён на май 2010 года. Позднее из-за проблем с документацией на землю строительство стадиона было временно приостановлено. В сентябре 2010 года Гинер заявил, что все проблемы разрешены и стадион планируется открыть в 2015 году.
Недалеко от стадиона будет построена[когда?]

 детско-юношеская спортивная школа, а также гостиница, музей ПФК ЦСКА и бизнес-центр. В феврале 2016 года было заявлено, что стадион планируется ввести в эксплуатацию до конца июня 2016 года. Сумма инвестиций на сооружение стадиона составляла около 200 миллионов евро. Стадион был введён в эксплуатацию 23 августа 2016 года, первый матч был проведён 10 сентября против «Терека» (3:0).
В декабре 2021 года суд приостановил взыскание с клуба 348 млн рублей по иску правопреемника обанкротившегося генподрядчика строительства стадиона. Тяжбы ведутся из-за затягивания строительства.

## Бюджет
Бюджет ПФК ЦСКА на 2007 год составил 51,4 млн долларов США. При этом доля самоокупаемости составляет 97 %. Чуть меньше половины бюджета составляют траты на заработную плату (24,7 млн). 2007-й финансовый год ЗАО ПФК ЦСКА закончил с положительным балансом, чистая прибыль клуба составила 82,5 миллионов рублей.
Бюджет армейцев на 2008 год равнялся 49 596 000 долларов, расходы составляли 49 982 000 долларов без учёта расходов, связанных со строительством стадиона.
В 2009 году бюджет ЦСКА составил 49 976 000 долларов, расходы были оценены в 61 348 000, таким образом, образовался дефицит бюджета, который был покрыт за счёт акционеров клуба.
В 2010 году бюджет ЦСКА по сравнению с предыдущим годом был увеличен и составил 64 млн долларов, причём акционеры клуба ожидали получение профицита по итогам сезона, который должен был составить 168 тысяч долларов.
В 2011 году бюджет ЦСКА вновь был увеличен по сравнению с 2010 годом и составил 75 652 000 долларов. Профицит по итогам сезона составил 1 964 000 долларов.
В 2018 году бюджет клуба составлял приблизительно 65 миллионов долларов.

### Спонсоры
За всю историю ЦСКА у команды было пять генеральных спонсоров, первым в начале 2004 года стала компания «Конти», однако позже контракт был расторгнут. В марте 2004 года ЦСКА подписал спонсорский контракт с компанией «Сибнефть», по которому компания обязалась заплатить клубу 54 млн долларов. Срок контракта был рассчитан до конца 2006 года В конце 2005 года контракт был расторгнут по инициативе «Сибнефти». С 2006 года по конец 2008-го генеральным спонсором команды являлся банк ВТБ. Зимой 2008 года банк ВТБ отказался продлевать контракт.
24 июля 2009 года у ЦСКА появился новый титульный спонсор. Им стала крупнейшая российская авиакомпания — «Аэрофлот — Российские авиалинии». В футболках с символикой нового спонсора армейцы впервые сыграли в воскресном дерби со «Спартаком».
18 февраля 2010 года ПФК ЦСКА заключил договор с новым генеральным спонсором — нефтяной компанией «Башнефть». Соглашение было подписано на один сезон с возможностью дальнейшего продления. Впервые в футболках с символикой «Башнефти» команда сыграла в домашнем матче с «Севильей».
11 июля 2012 года «Аэрофлот» стал титульным спонсором ЦСКА. Авиакомпания заменила «Башнефть», срок контракта с которой истёк в конце прошлого сезона. Спонсорство обойдется «Аэрофлоту» в 9 миллионов долларов в год и должно помочь с продвижением авиакомпании в Европе. «Аэрофлот» до конца июля станет генеральным спонсором ЦСКА. Это подтверждает и состоявшаяся товарищеская встреча армейцев с «Бурсаспором», на которую футболисты вышли в футболках с надписью «Аэрофлот» в качестве титульного спонсора.
В рамках спонсорской поддержки на один из самолётов «Аэрофлота» Sukhoi Superjet 100 (RA-89010) добавлена символика футбольного клуба.
В июне 2013 года компания «Российские сети» заключила спонсорский контракт с ЦСКА на сумму 4,185 млрд рублей (около 130 млн $) за «рекламные услуги и предоставление неисключительных прав использования результатов интеллектуальной деятельности и средств индивидуализации». В 2018 году контракт был продлён до 30 июня 2023 года, по условиям соглашения «Россети» за пять лет должны были выплатить ЦСКА в общей сложности 620 млн руб.
3 августа 2020 года сроком на два года новым генеральным спонсором команды стала российская многопрофильная ИТ-группа «ИКС Холдинг» Алишера Усманова. Логотипы компании появятся на передней части игровой формы, на бортах «ВЭБ Арены», на печатных материалах и интернет-ресурсах клуба и будет интегрирован в видеоролики CSKA TV. Сам «ИКС Холдинг» сможет проводить мероприятия для своих сотрудников и клиентов с участием игроков армейцев и использовать образы футболистов для продвижения своего бренда. Общая стоимость контракта по данным принадлежащей Усманову газете «Коммерсант» составила 1 млрд руб.
| Годы спонсорства | Титульный спонсор |
| ---------------- | ----------------- |
| 1911—2003        | Без спонсора      |
| 2004             | Конти             |
| 2004—2005        | Сибнефть          |
| 2006—2008        | ВТБ               |
| 2009             | Аэрофлот          |
| 2010—2012        | Башнефть          |
| 2012—2013        | Аэрофлот          |
| 2013—2020        | Российские сети   |
| 2020—2022        | ИКС Холдинг       |
| 2023—н.в.        | ВЭБ.РФ            |

## Достижения

Победители Кубка России 2010—2014 годов

### Национальные
Кубок Мусси
- Обладатель: 1917

Чемпионат Москвы по футболу
- Чемпион (4): 1922 (в), 1926, 1933 (в), 1935 (о)
- Серебряный призёр (4): 1921 (о), 1922 (о), 1927 (в), 1930 (о)
- Бронзовый призёр (7): 1918 (о), 1919 (в), 1920 (в), 1920 (о), 1924 (в), 1934 (о), 1935 (в)

Кубок КФС — «Коломяги»
- Обладатель: 1922

Кубок Тосмена (клубный чемпионат РСФСР)
- Чемпион: 1922

Чемпионат СССР / Чемпионат России
- Чемпион (13): 1946, 1947, 1948, 1950, 1951 , 1970, 1991 / 2003, 2005, 2006 , 2012/13, 2013/14, 2015/16
- Серебряный призёр (13): 1938, 1945, 1949, 1990 / 1998, 2002, 2004, 2008, 2010, 2014/15, 2016/17, 2017/18, 2022/23
- Бронзовый призёр (10): 1939, 1955, 1956, 1958, 1964, 1965 / 1999, 2007, 2011/12, 2024/25

Кубок СССР / Кубок России
- Обладатель (14): 1945, 1948, 1951, 1955, 1990/91 / 2001/02, 2004/05, 2005/06, 2007/08, 2008/09, 2010/11, 2012/13, 2022/23, 2024/25
- Финалист (7): 1944, 1966/67, 1991/92 / 1992/93, 1993/94, 1999/2000, 2015/16

Суперкубок России
- Обладатель (8): 2004, 2006, 2007, 2009, 2013, 2014, 2018, 2025

Первая лига СССР
- Чемпион (2): 1986, 1989
- Серебряный призёр: 1985
- Бронзовый призёр: 1988

Приз Всесоюзного комитета / Кубок федерации футбола СССР
- Обладатель: 1952

### Еврокубки
Кубок европейских чемпионов / Лига чемпионов УЕФА
- 1/4 финала: 2009/10

Кубок УЕФА / Лига Европы УЕФА
- Обладатель: 2004/05

### Молодёжная команда
Первенство дублёров СССР по футболу / Турнир дублёров РФПЛ / Молодёжное первенство РФПЛ
- Чемпион (11): 1947, 1948, 1950, 1951, 1960, 1976, 1979 / 2005 / 2018/19, 2020/21, 2021/22, 2024
- Серебряный призёр (13): 1949, 1954, 1959, 1963, 1978, 1983 / 2004, 2006, 2007 / 2013/14, 2016/17, 2017/18, 2019/20
- Бронзовый призёр (14): 1955, 1957, 1964, 1965, 1970, 1971 / 2003 / 2008, 2011, 2012, 2012/13, 2015/16, 2022/23

### Достижения игроков и тренеров
- Футболист года:

1970 — Альберт Шестернёв (по версии еженедельника «Футбол»)

1976 — Владимир Астаповский (по версии еженедельника «Футбол»)

1991 — Игорь Корнеев (по версии газеты «Спорт-Экспресс»)

2005 — Даниэл Карвальо (по версиям еженедельника «Футбол» и газеты «Спорт-Экспресс»)

2008 — Юрий Жирков (по версии еженедельника «Футбол»)

2008 — Вагнер Лав (по версии газеты «Спорт-Экспресс»)

2010 — Вагнер Лав (по версии «Радио Спорт»)

2011 — Сейду Думбия (по версиям еженедельника «Футбол», газеты «Спорт-Экспресс» и АСН «Р-Спорт»)

2013 — Игорь Акинфеев (по версии РФС)

2014 — Сейду Думбия (по версиям РФС и еженедельника «Футбол»)
- Легионер года:

2014 — Сейду Думбия (по версии газеты «Спорт-Экспресс»)
- Лучшие бомбардиры сезона:

1938 — Григорий Федотов (19)

1939 — Григорий Федотов (21)

1945 — Всеволод Бобров (24)

1947 — Всеволод Бобров, Валентин Николаев (14)

1957 — Василий Бузунов (16)

1964 — Владимир Федотов (16)

2002 — Ролан Гусев, Дмитрий Кириченко (15)

2008 — Вагнер Лав (20)

2011/12 — Сейду Думбия (28)

2013/14 — Сейду Думбия (18)

2018/19 — Фёдор Чалов (15)
- Лучшие бомбардиры Кубка УЕФА:

2008/09 — Вагнер Лав (11)
- Лучшие бомбардиры Кубка России:

2006 — Жо (5)

2011 — Сейду Думбия (4)

2013 — Ахмед Муса (4)
- Лучшие вратари сезона (Приз «Вратарь года» журнала «Огонёк»):

1968 — Юрий Пшеничников

1976 — Владимир Астаповский

2004—2006, 2008—2010, 2012/2013, 2013/2014, 2016/2017 — Игорь Акинфеев
- Лучший молодой игрок (Приз «Первая пятёрка»):

2005 — Игорь Акинфеев

2008 — Алан Дзагоев

2009 — Георгий Щенников

2013 — Константин Базелюк

2016 — Александр Головин

2017 — Фёдор Чалов

2018 — Ильзат Ахметов

2020 — Игорь Дивеев
- Лучший молодой игрок (Приз «Надежда» по версии РФС):

2017 — Александр Головин
- Лучший футболист стран СНГ и Балтии (Приз «Звезда»):

2006 — Игорь Акинфеев
- Приз «Джентльмен года»:

2002 — Сергей Семак

2016 — Игорь Акинфеев

2020 — Марио Фернандес
- Тренер года по версии УЕФА:

2005 — Валерий Газзаев
- Лучший тренер года по версии РФС:

2005 — Валерий Газзаев

2006 — Валерий Газзаев

2013 — Леонид Слуцкий

2014 — Леонид Слуцкий
- Тренер года во всех видах спорта по версии газеты «Спорт-Экспресс»:

2014 — Леонид Слуцкий
- Лучшие бомбардиры Чемпионата Европы:

2012 — Алан Дзагоев (3)
- Лучший игрок Кубка Азии:

2011 — Кэйсукэ Хонда
- Футболист года в Латвии:

2002 — Юрис Лайзанс

2011 — Александр Цауня

2012 — Александр Цауня
- Футболист года в Литве:

2005 — Дейвидас Шемберас
- Футболист года в Сербии:

2009 — Милош Красич

2014 — Зоран Тошич
- Футболист года в Японии:

2010 — Кэйсукэ Хонда
- Чемпионы Европы:

1960 — Герман Апухтин
- Олимпийские чемпионы:

1956 — Анатолий Башашкин

1956 — Юрий Беляев

1956 — Йожеф Беца

1956 — Анатолий Порхунов

1956 — Борис Разинский

1988 — Владимир Татарчук

1988 — Сергей Фокин

2020 — Бруно Фукс

### Командные призы
- «За лучшую разницу мячей»: 1970.
- «За волю к победе»: 1977, 1978.
- «Вместе с командой»: 1979.
- «Кубок прогресса»: 1990.
- «Первая высота»: 1991.
- «Крупный счёт»: 1998.
- «Мяч без пятен»: 2009.

### Государственные награды
- Орден Ленина: 1973 (вручён спортивному обществу ЦСКА в честь 50-летия).
- Благодарственное письмо от Президента России Дмитрия Медведева и присвоения игрокам и тренерам государственных наград в честь 100-летия клуба.

## Текущий состав

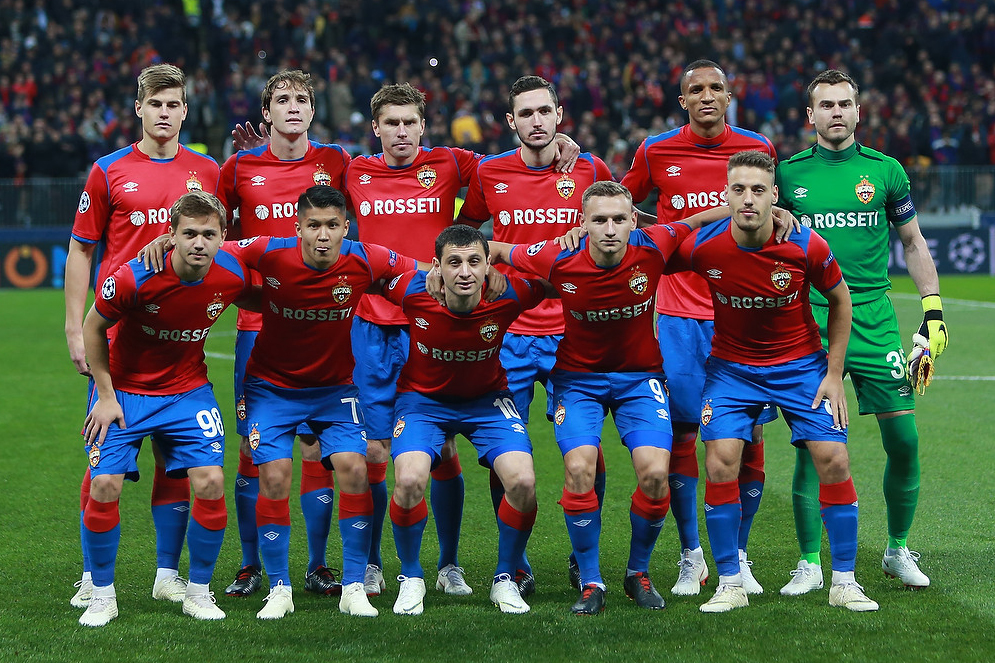
ЦСКА перед матчем группового этапа Лиги чемпионов УЕФА 2018/19 против «Реал Мадрид»

### Основной состав
| 35 | Флаг России    | Вр  | Игорь Акинфеев (капитан) | 1986 |  |  |  |  |  |
| 49 | Флаг России    | Вр  | Владислав Тороп          | 2003 |  |  |  |  |  |
|    |                |     |                          |      |  |  |  |  |  |
| 3  | Флаг России    | Защ | Данил Круговой           | 1998 |  |  |  |  |  |
| 4  | Флаг Бразилии  | Защ | Жоао Виктор              | 1998 |  |  |  |  |  |
| 22 | Флаг Сербии    | Защ | Милан Гайич              | 1996 |  |  |  |  |  |
| 23 | Флаг России    | Защ | Джамалутдин Абдулкадыров | 2005 |  |  |  |  |  |
| 24 | Флаг Аргентины | Защ | Рамиро ди Лусиано        | 2004 |  |  |  |  |  |
| 27 | Флаг Бразилии  | Защ | Мойзес                   | 1995 |  |  |  |  |  |
| 68 | Флаг России    | Защ | Михаил Рядно             | 2005 |  |  |  |  |  |
| 78 | Флаг России    | Защ | Игорь Дивеев             | 1999 |  |  |  |  |  |
| 90 | Флаг России    | Защ | Матвей Лукин             | 2004 |  |  |  |  |  |
|    |                |     |                          |      |  |  |  |  |  |

| 5  | Флаг Аргентины | ПЗ  | Родриго Вильягра            | 2001 |  |  |  |  |  |
| 7  | Бразилия       | ПЗ  | Матеус Алвес                | 2005 |  |  |  |  |  |
| 10 | Флаг России    | ПЗ  | Иван Обляков (вице-капитан) | 1998 |  |  |  |  |  |
| 18 | Флаг Аргентины | ПЗ  | Лионель Верде               | 2004 |  |  |  |  |  |
| 19 | Флаг Колумбии  | ПЗ  | Даниэль Руис                | 2001 |  |  |  |  |  |
| 31 | Флаг России    | ПЗ  | Матвей Кисляк               | 2005 |  |  |  |  |  |
| 52 | Флаг Армении   | ПЗ  | Артём Бандикян              | 2005 |  |  |  |  |  |
|    |                |     |                             |      |  |  |  |  |  |
| 8  | Флаг Беларуси  | Нап | Артём Шуманский             | 2004 |  |  |  |  |  |
| 9  | Флаг Бразилии  | Нап | Алеррандро                  | 2000 |  |  |  |  |  |
| 11 | Флаг России    | Нап | Тамерлан Мусаев             | 2001 |  |  |  |  |  |
| 17 | Флаг России    | Нап | Кирилл Глебов               | 2005 |  |  |  |  |  |

#### Закреплённые номера
- № 12 закреплён за болельщиками клуба.
- № 16 навсегда закреплён за Сергеем Перхуном.

### Вне состава
| \| № \| \| Поз. \| Имя \| Год рождения \| \| - \| \| ---- \| ------------ \| ------------ \| \| \| \| Защ \| Илья Агапов \| 2001 \| \| \| \| ПЗ \| Егор Ушаков \| 2002 \| \| \| \| Нап \| Адольфо Гайч \| 1999 \| |                |      |              |              |
| № |                | Поз. | Имя          | Год рождения |
| | Флаг России    | Защ  | Илья Агапов  | 2001         |
| | Флаг России    | ПЗ   | Егор Ушаков  | 2002         |
| | Флаг Аргентины | Нап  | Адольфо Гайч | 1999         |

### Игроки в аренде
| \| № \| \| Поз. \| Имя \| Год рождения \| \| - \| \| ---- \| ------------------------------------------------ \| ------------ \| \| \| \| Защ \| Амирхоссейн Риванди (в «Ярун» до 31 января 2026) \| 2004 \| \| \| \| ПЗ \| Максим Мухин (в «Сочи» до 30 июня 2026) \| 2001 \| \| \| \| ПЗ \| Андрей Савинов (в «Химике» до 31 декабря 2025) \| 2002 \| \| \| \| Нап \| Владислав Яковлев (в «Урарту» до 23 января 2026) \| 2002 \| |             |      |                                                  |              |
| № |             | Поз. | Имя                                              | Год рождения |
| | Флаг Ирана  | Защ  | Амирхоссейн Риванди (в «Ярун» до 31 января 2026) | 2004         |
| | Флаг России | ПЗ   | Максим Мухин (в «Сочи» до 30 июня 2026)          | 2001         |
| | Флаг России | ПЗ   | Андрей Савинов (в «Химике» до 31 декабря 2025)   | 2002         |
| | Флаг России | Нап  | Владислав Яковлев (в «Урарту» до 23 января 2026) | 2002         |

## Трансферы 2024/2025
Трансферы клуба в сезоне 2024/25 смотреть здесь: ФК ЦСКА Москва в сезоне 2024/2025#Трансферы

## Руководство клуба

### Совет директоров
- Максим Орешкин — председатель совета директоров
- Евгений Гинер — заместитель председателя совета директоров
- Роман Бабаев
- Борис Добродеев
- Игорь Краснов
- Александр Чеботарёв

### Руководящий состав
- Вадим Гинер[279] — владелец
- Евгений Гинер — президент
- Роман Бабаев — генеральный директор
- Андрей Зарубьян — коммерческий директор
- Дмитрий Егоров — исполнительный директор
- Сергей Аксёнов — директор по связям с общественностью и информационной политике
- Ирина Яковлева — финансовый директор
- Илья Кедрин — заместитель генерального директора по правовым вопросам
- Андрей Мовсесьян — руководитель селекционного отдела
- Дмитрий Кононов — директор стадиона
- Анатолий Поворин — заместитель генерального директора по безопасности
- Иван Уланов — заместитель генерального директора по безопасности
- Владимир Юрин — заместитель генерального директора по развитию

## Тренерский штаб

### Основной состав
- Фабио Челестини — главный тренер
- Алексей Березуцкий — тренер
- Манель Экспосито — тренер
- Хосе Блеса — тренер
- Дмитрий Крамаренко — тренер вратарей
- Игорь Аксёнов — тренер по физподготовке
- Хавьер Нойя — тренер по физподготовке
- Игорь Киреев — тренер-реабилитолог
- Вячеслав Небратенко — аналитик
- Александр Стельмах — начальник команды

### Молодёжная команда
- Дмитрий Игдисамов — старший тренер
- Максим Боков — тренер
- Андрей Горохов — тренер
- Олег Юрченко — тренер вратарей
- Владислав Стельмах — администратор
- Давид Цхакая — врач
- Леонид Кузнецов — массажист
- Александр Пелевин — видеооператор

### ДЮСШ
- Валерий Минько — тренер
- Евгений Варламов — тренер
- Олег Корнаухов — тренер

## Президенты клуба
- Виктор Мурашко (1989—1994)
- Александр Тарханов (1996)
- Шахруди Дадаханов (август 1998 — февраль 2001)
- Евгений Гинер (с февраля 2001—н. в.)

## Главные тренеры
- Павел Халкиопов (1936—1936)
- Михаил Рущинский (1937—1939)
- Сергей Бухтеев (1940—1941)
- Пётр Ежов (1941—1941)
- Евгений Никишин (1942—1944)
- Борис Аркадьев (1944—1952)
- Григорий Пиначиев (1954—1957)
- Борис Аркадьев (1958—1959)
- Григорий Пиначиев (1959—1960)
- Константин Бесков (1961—1962)
- Вячеслав Соловьёв (1963—1964)
- Валентин Николаев (1964—1965)
- Сергей Шапошников (1966—1967)
- Всеволод Бобров (1967—1969)
- Валентин Николаев 1969—1973
- Владимир Агапов (1974)
- Анатолий Тарасов (1975)
- Алексей Мамыкин (1976—1977)
- Всеволод Бобров (1977—1978)
- Сергей Шапошников (1979—1979)
- Олег Базилевич (1980—1982)
- Альберт Шестернёв (1982—1983)
- Сергей Шапошников (1983—1983)
- Юрий Морозов (1984—1987)
- Сергей Шапошников (1987—1988)
- Павел Садырин (1989—1992)
- Геннадий Костылев (1992—август 1993)
- Борис Копейкин (август 1993—май 1994)
- Александр Тарханов (июнь 1994—январь 1997)
- Павел Садырин (декабрь 1996—2 июля 1998)
- Олег Долматов (4 июля 1998— 29 мая 2000)
- Павел Садырин (4 июня 2000—2 октября 2001)
- (и. о.) Александр Кузнецов (2 октября 2001—8 ноября 2001)
- Валерий Газзаев (10 ноября 2001—13 ноября 2003)
- Артур Жорже (23 ноября 2003—12 июля 2004)
- Валерий Газзаев (14 июля 2004—4 декабря 2008)
- Зико (9 января 2009—10 сентября 2009)
- Хуанде Рамос (10 сентября 2009—26 октября 2009)
- Леонид Слуцкий (26 октября 2009—8 декабря 2016)
- Виктор Гончаренко (12 декабря 2016—22 марта 2021)
- Ивица Олич (23 марта 2021—15 июня 2021)
- Алексей Березуцкий (15 июня 2021—15 июня 2022)
- Владимир Федотов (15 июня 2022—3 июня 2024)
- Марко Николич (6 июня 2024—9 июня 2025)
- Фабио Челестини (20 июня 2025—н. в.)

## Болельщики

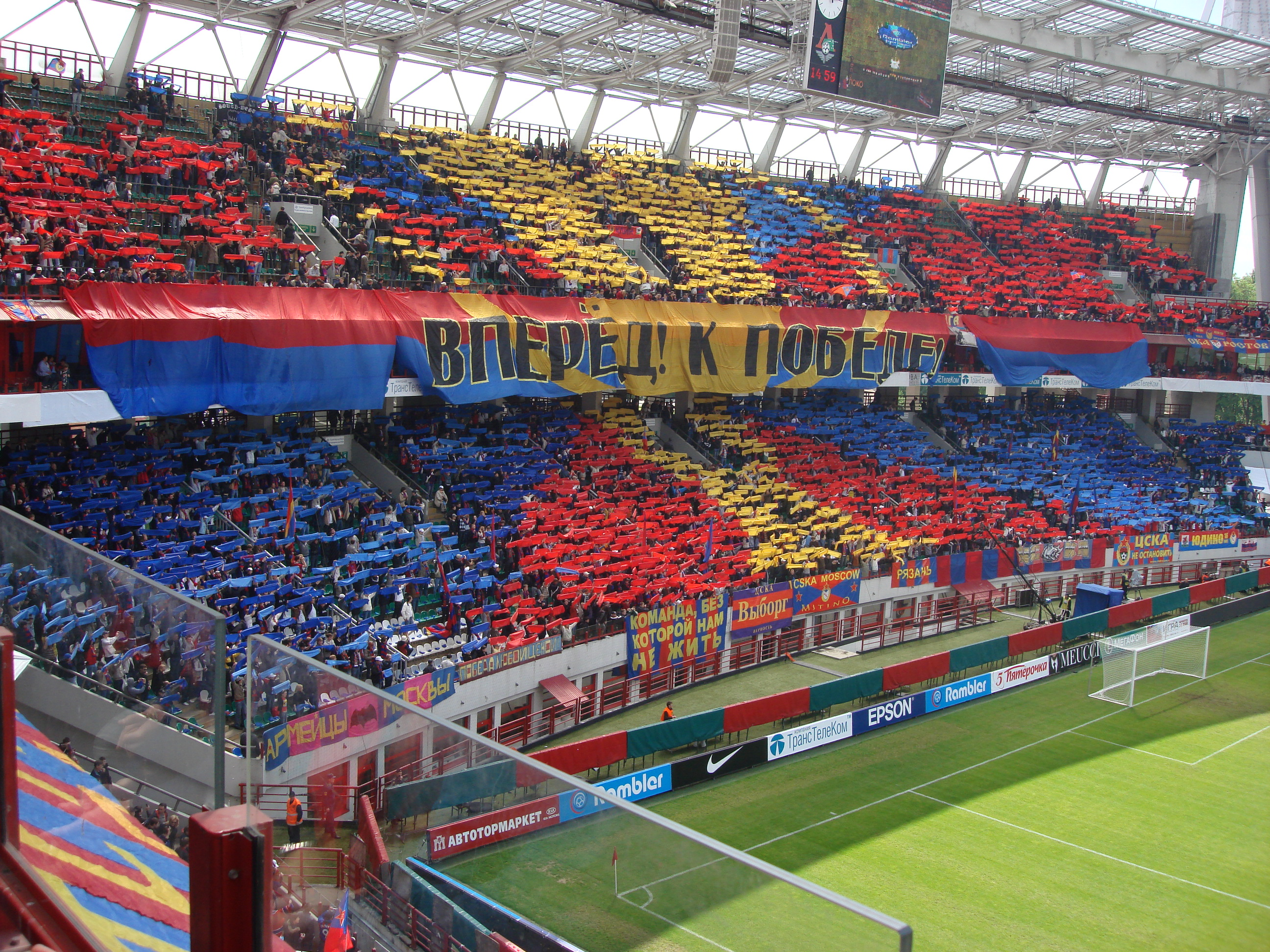
Перфоманс болельщиков ЦСКА во время финального матча на Кубок России 2007/08

По данным ВЦИОМ за 2006 год, ЦСКА занимал второе место в России по числу болельщиков после московского «Спартака». По оценкам немецкого агентства «Sport+Markt», весной 2008 года ЦСКА занимал 15-е место по популярности в Европе, уступая, в частности, двум российским клубам: «Зениту» (10-е место) и «Спартаку» (11-е место).
По данным нового исследования агентства «Sport+Markt», на февраль 2009 года ЦСКА с 11,1 млн болельщиков занимает одиннадцатое место по популярности в Европе.
В сентябре 2010 года агентство «Sport+Markt» провело новое исследование, по данным которого за ЦСКА болеют 10,5 млн человек, таким образом, по количеству болельщиков ЦСКА занимает 12 место в Европе и второе в России.
Болельщики ЦСКА объединены в различные организации. Официальным фан-клубом является «Клуб любителей спорта ЦСКА» (КЛС), организованный в конце 1980-х годов. КЛС организует и проводит различные конкурсы, спортивные турниры, встречи с игроками и тренерами команды, оказывает материальную помощь членам КЛС — инвалидам 1-й и 2-й группы. Членство в КЛС даёт различные скидки.
В 2000-е годы стали организовываться яркие перформансы: файер-шоу, флешмобы, гигантские полотна, хоровое пение зарядов.
Заклятым противником армейских болельщиков являются спартаковцы, а союзниками — поклонники московского «Динамо» и ростовского СКА. К зарубежным друзьям болельщиков ЦСКА относятся поклонники белградского «Партизана», а также фанаты польского «Видзева» из города Лодзь.
Традиционное прозвище армейцев — «кони», некогда оно было оскорбительным, ныне оно не вызывает отрицательных эмоций у носителей. В конце 2008 года клуб представил официальное изображение коня, которое стало одним из главных элементов атрибутики.
По окончании каждого сезона болельщики ЦСКА награждают своих кумиров премией «Золотая подкова».
В 2010 году руководство клуба официально закрепило за болельщиками номер 12. Теперь на всех домашних матчах диктор объявляет болельщиков наравне с командой.

### Скандалы с болельщиками
В ноябре 2021 года фанатов ЦСКА после проигрыша в домашнем матче с «Зенитом» больше часа не выпускали со стадиона. Болельщики зажгли десятки фраеров. После этого последовали аресты. По итогам задержаний составлен 51 административный протокол. Среди задержанных было 12 несовершеннолетних. Потом только в течение первых двух дней суд запретил 12 фанатам посещать матчи сроком на 2 года, были выписаны штрафы.

### Известные болельщики
- Александр Бабаков[291]
- Павел Батицкий[292]
- Матвей Блантер[293]
- Алексей Булдаков[294]
- Сергей Бурунов[295][неавторитетный источник]
- Игорь Бутман[296]
- Василий Вакуленко[297][298]
- Владимир Высоцкий[299]
- Андрей Гречко[300]
- Михаил Грушевский[301]
- Сергей Жуков[302][303]
- Владимир Зельдин[304]
- Сергей Иванов[305]
- Андрей Кайков[306]
- Константин Кинчев[источник не указан 557 дней]
- Леонид Куравлёв[307]
- Отар Кушанашвили[308]
- Денис Лебедев[309]
- Егор Летов[310]
- Андрей Малюков[311]
- Олег Меньшиков[312]
- Александр Масляков-младший[313]
- Георгий Менглет[304]
- Алексей Меринов[314]
- Майя Плисецкая[источник не указан 557 дней]
- Максим Поташёв[315]
- Александр Пороховщиков[316]
- Наталья Селезнёва[317]
- Михаил Танич[318]
- Семён Фарада[319]
- Гарик Харламов[320]
- Максим Шевченко[321][322][323]
- Ольга Шелест[324]
- Михаил Южный[325]
- Сергей Ястржембский[305]

## Капитаны клуба
| Период    | Капитан               |
| --------- | --------------------- |
| 1936      | Евгений Никишин       |
| 1936—1938 | Пётр Зенкин           |
| 1939—1941 | Константин Лясковский |
| 1945—1947 | Григорий Федотов      |
| 1948—1951 | Алексей Гринин        |
| 1954—1957 | Анатолий Башашкин     |
| 1958      | Николай Линяев        |
| 1959—1960 | Михаил Ермолаев       |
| 1961      | Виктор Дородных       |
| 1962      | Николай Линяев        |
| 1963—1964 | Виктор Дородных       |
| 1964—1965 | Альберт Шестернёв     |
| 1966      | Владимир Федотов      |
| 1967—1971 | Альберт Шестернёв     |
| 1972—1975 | Владимир Капличный    |
| 1976—1977 | Борис Копейкин        |
| 1978      | Сергей Ольшанский     |
| 1979      | Леонид Назаренко      |
| 1980      | Юрий Аджем            |
| 1981      | Юрий Чесноков         |
| 1982—1983 | Александр Тарханов    |
| 1984      | Борис Кузнецов        |
| 1985      | Валерий Новиков       |
| 1986—1987 | Сергей Березин        |
| 1988      | Валерий Глушаков      |
| 1989      | Дмитрий Кузнецов      |
| 1990      | Сергей Фокин          |
| 1991      | Дмитрий Кузнецов      |

| Период     | Капитан           |
| ---------- | ----------------- |
| 1992       | Михаил Колесников |
| 1993       | Олег Малюков      |
| 1993—1995  | Евгений Бушманов  |
| 1995—1999  | Сергей Семак      |
| 1999—2000  | Евгений Варламов  |
| 2001—2004  | Сергей Семак      |
| 2005—2007  | Сергей Игнашевич  |
| 2008—н. в. | Игорь Акинфеев    |

## Рекордсмены клуба

### Рекордсмены ЦСКА в чемпионатах и первенствах СССР
| №  | Футболист           | Период    | Игр |
| -- | ------------------- | --------- | --- |
| 1  | Владимир Федотов    | 1961—1975 | 382 |
| 2  | Владимир Поликарпов | 1961—1974 | 341 |
| 3  | Дмитрий Багрич      | 1958—1970 | 313 |
| 4  | Дмитрий Галямин     | 1981—1991 | 299 |
| 5  | Владимир Капличный  | 1966—1975 | 288 |
| 6  | Альберт Шестернёв   | 1961—1971 | 278 |
| 7  | Дмитрий Кузнецов    | 1984—1991 | 254 |
| 8  | Юрий Чесноков       | 1975—1983 | 252 |
| 9  | Александр Тарханов  | 1976—1984 | 249 |
| 10 | Алексей Гринин      | 1939—1952 | 233 |

| №  | Футболист           | Период          | Голов |
| -- | ------------------- | --------------- | ----- |
| 1  | Григорий Федотов    | 1938—1949       | 128   |
| 2  | Владимир Федотов    | 1961—1975       | 92    |
| 3  | Всеволод Бобров     | 1945—1949       | 84    |
| 4  | Алексей Гринин      | 1939—1952       | 82    |
| 5  | Валентин Николаев   | 1940—1952       | 81    |
| 6  | Владимир Дёмин      | 1945—1952, 1954 | 80    |
| 7  | Владимир Поликарпов | 1961—1974       | 75    |
| 8  | Юрий Чесноков       | 1975—1983       | 72    |
| 9  | Борис Копейкин      | 1969—1977       | 71    |
| 10 | Александр Тарханов  | 1976—1984       | 61    |

### Рекордсмены ЦСКА в чемпионатах России
| №   | Игрок              | Период     | Игры |
| --- | ------------------ | ---------- | ---- |
| 1   | Игорь Акинфеев     | 2003—н. в. | 596  |
| 2   | Сергей Игнашевич   | 2004—2018  | 381  |
| 3   | Василий Березуцкий | 2002—2018  | 376  |
| 4   | Алексей Березуцкий | 2002—2018  | 341  |
| 5—6 | Сергей Семак       | 1994—2004  | 282  |
| 5—6 | Алан Дзагоев       | 2008—2022  | 282  |
| 7   | Георгий Щенников   | 2008—2023  | 260  |
| 8   | Марио Фернандес    | 2012—2022  | 259  |
| 9   | Дейвидас Шемберас  | 2002—2012  | 254  |
| 10  | Элвир Рахимич      | 2001—2014  | 240  |

| Игрок | Период           | Игры            | Голы |
| ----- | ---------------- | --------------- | ---- |
| 1     | Вагнер Лав       | 2004—2011, 2013 | 85   |
| 2     | Фёдор Чалов      | 2016—2024       | 76   |
| 3     | Сергей Семак     | 1994—2004       | 68   |
| 4     | Сейду Думбия     | 2010—2014, 2015 | 66   |
| 5     | Алан Дзагоев     | 2008—2022       | 55   |
| 6     | Владимир Кулик   | 1997—2001       | 49   |
| 7     | Ахмед Муса       | 2012—2016, 2018 | 48   |
| 8     | Зоран Тошич      | 2010—2017       | 37   |
| 9—10  | Ивица Олич       | 2003—2006       | 35   |
| 9—10  | Сергей Игнашевич | 2004—2018       | 35   |

### Рекордсмены ЦСКА в еврокубках
| №  | Игрок              | Период          | Игры |
| -- | ------------------ | --------------- | ---- |
| 1  | Игорь Акинфеев     | 2003—н. в.      | 133  |
| 2  | Сергей Игнашевич   | 2004—2018       | 112  |
| 3  | Алексей Березуцкий | 2002—2018       | 107  |
| 4  | Василий Березуцкий | 2002—2018       | 106  |
| 5  | Алан Дзагоев       | 2008—2022       | 78   |
| 6  | Георгий Щенников   | 2008—2023       | 74   |
| 7  | Дейвидас Шемберас  | 2002—2012       | 71   |
| 8  | Евгений Алдонин    | 2004—2012       | 67   |
| 9  | Элвир Рахимич      | 2001—2014       | 64   |
| 10 | Вагнер Лав         | 2004—2011, 2013 | 58   |

| Игрок | Период             | Игры            | Голы |
| ----- | ------------------ | --------------- | ---- |
| 1     | Вагнер Лав         | 2004—2011, 2013 | 30   |
| 2     | Сейду Думбия       | 2010—2014, 2015 | 23   |
| 3     | Алан Дзагоев       | 2008—2022       | 17   |
| 4     | Даниэл Карвальо    | 2004—2009       | 10   |
| 5—6   | Томаш Нецид        | 2009—2013       | 8    |
| 5—6   | Зоран Тошич        | 2010—2017       | 8    |
| 7     | Ахмед Муса         | 2012—2016, 2018 | 7    |
| 8     | Сергей Семак       | 1994—2004       | 6    |
| 9—12  | Милош Красич       | 2004—2010       | 5    |
| 9—12  | Кэйсукэ Хонда      | 2010—2013       | 5    |
| 9—12  | Василий Березуцкий | 2002—2018       | 5    |
| 9—12  | Сергей Игнашевич   | 2004—2018       | 5    |

## Футболисты, сыгравшие 100 и более матчей
Список футболистов, сыгравших 100 и более матчей за клуб. Учитываются только матчи официальных турниров (чемпионат СССР, кубок СССР, чемпионат России, кубок России, кубок Федерации футбола СССР, приз Всесоюзного комитета, Кубок Премьер-Лиги, Суперкубок России, Кубок чемпионов УЕФА, Лига чемпионов УЕФА, Кубок УЕФА, Лига Европы УЕФА, Кубок обладателей кубков УЕФА, Суперкубок УЕФА).
- Юрий Аджем
- Игорь Акинфеев
- Евгений Алдонин
- Владимир Астаповский
- Герман Апухтин
- Андрей Афанасьев
- Ильзат Ахметов
- Дмитрий Багрич
- Йонас Баужа
- Анатолий Башашкин
- Юрий Беляев
- Алексей Березуцкий
- Василий Березуцкий
- Кристиян Бистрович
- Всеволод Бобров
- Максим Боков
- Валерий Брошин
- Василий Бузунов
- Николай Булгаков
- Евгений Бушманов
- Дмитрий Быстров
- Евгений Варламов
- Понтус Вернблум
- Александр Виноградов
- Никола Влашич
- Алексей Водягин
- Никита Высоких
- Милан Гайич
- Дмитрий Галямин
- Валерий Глушаков
- Александр Головин
- Алексей Гринин
- Александр Гришин
- Ролан Гусев
- Владимир Дёмин
- Алан Дзагоев
- Игорь Дивеев
- Виктор Дородных
- Владимир Дорофеев
- Эдуард Дубинский
- Владимир Дударенко
- Дуду
- Сейду Думбия
- Евгений Дулык
- Денис Евсиков
- Михаил Ерёмин
- Константин Жибоедов
- Юрий Жирков
- Антон Заболотный
- Сергей Игнашевич
- Юрий Истомин
- Владимир Капличный
- Даниэл Карвальо
- Дмитрий Карсаков
- Михаил Колесников
- Сергей Колотовкин
- Александр Колповский
- Виктор Колядко
- Борис Копейкин
- Олег Корнаухов
- Игорь Корнеев
- Иван Кочетков
- Милош Красич
- Владимир Кулик
- Александр Кузнецов
- Дмитрий Кузнецов
- Константин Кучаев
- Вагнер Лав
- Юрис Лайзанс
- Николай Линяев
- Константин Лясковский
- Олег Малюков
- Павел Мамаев
- Сергей Мамчур
- Алексей Мамыкин
- Валерий Масалитин
- Анатолий Масляев
- Денис Машкарин
- Георгий Миланов
- Валерий Минько
- Мойзес
- Сергей Морозов
- Ахмед Муса
- Кирилл Набабкин
- Бибрас Натхо
- Томаш Нецид
- Валентин Николаев
- Леонид Николаенко
- Владимир Никаноров
- Евгений Никишин
- Валерий Новиков
- Андрей Новосадов
- Юрий Нырков
- Иван Обляков
- Чиди Одиа
- Ивица Олич
- Сергей Ольшанский
- Александр Петров
- Марьян Плахетко
- Владимир Поликарпов
- Владимир Пономарёв
- Юрий Пшеничников
- Борис Разинский
- Элвер Рахимич
- Виллиан Роша
- Алексей Савельев
- Сергей Савченко
- Виктор Самохин
- Сергей Семак
- Олег Сергеев
- Вячеслав Соловьёв
- Александр Тарханов
- Владимир Татарчук
- Зоран Тошич
- Валентин Уткин
- Ильшат Файзулин
- Владимир Федотов
- Григорий Федотов
- Марио Фернандес
- Сергей Филиппенков
- Сергей Фокин
- Дмитрий Хомуха
- Кэйсукэ Хонда
- Фёдор Чалов
- Юрий Чесноков
- Виктор Чистохвалов
- Василий Швецов
- Дейвидас Шемберас
- Альберт Шестернёв
- Юрий Шишкин
- Геннадий Штромбергер
- Георгий Щенников
- Пётр Щербатенко